# 近鉄12400系電車
近鉄12400系電車（きんてつ12400けいでんしゃ）は、近畿日本鉄道（近鉄）が1977年に導入した特急形車両である。10100系「ビスタII世」の廃車代替を目的に、4両編成の汎用特急車として登場した。「サニーカー」の愛称がある。
本項では、増備車の12410系電車（12410けいでんしゃ）および12600系電車（12600けいでんしゃ）についても記述する。なお、製造年代や前面形状が同じである狭軌版の16010系については16010系電車を参照。
解説の便宜上、本項では大阪上本町駅・大阪難波駅側の先頭車の車両番号+F（Formation=編成の略）を編成名として記述する（例：モ12401以下4両編成=12401F）。

## 概要
1966年から1967年にかけて登場した18200系や12000系で採用された、MB-3127系180 kWモーターと車体直結ダイヤフラム式空気バネ台車を継承した汎用特急車として1977年に12400系が登場し、増備形式の12410系・12600系を含めた3系列あわせて1977年から1986年にかけて40両が製造された。
3系列とも電算記号はNNで、12400系はNN01 - NN03、12410系はNN11 - NN15、12600系はNN51 - NN52となる。
12400系は1978年鉄道友の会ブルーリボン賞を受賞した。

## 愛称
12400系列は客室に全体を太陽のように明るいイメージとなるように、白とオレンジ系の色調を採用して、これをサニートーン（sunny:日当たり良好／陽気の意味）と称した。そのため「サニーカー」の愛称がついたという。
本系列の愛称である「サニーカー」の名称は、鉄道アナリストの川島令三が命名したとされ、当初は近鉄では正式な名称として認めていなかったという（その後近鉄でも使用するようになった）。1983年に発行された『カラーブックス「近鉄II」』保育社 (ISBN 4-586-50622-9) の著者で、製造メーカーである近畿車輛の技術者であった鹿島雅美は、12400系については「サニーカー」と記しているが、12410系については「最新エースカー」、12600系電車は「最新エースカーII」と同書に記している。
「サニーカー」と称するのはこの12400系電車と派生系列である12410系電車および12600系電車が該当し、（呼ばれることは少ないが）製造年代や前面形状が同じである16010系電車を含むこともある。なお、16010系は12410系の狭軌版である。

## 構造
本節では12400系の仕様を基本に解説する。

### 車体
車体は12200系を基本としながらも、細部で形状が変更された。前頭部は種別標識灯と一体になった行先表示器を分離、貫通扉中央に移設し、自動幕式としたうえで特急マークも行先表示器と一体のデザインとなった。種別標識灯は横長の角型となったが、灯数は12200系と同一で、尾灯1灯、標識灯2灯の合わせて3灯式である。この形状の灯具は、界磁チョッパ制御の一般車や12200系更新車にも採用された。窓上の形状はやや平坦化し、それに合わせて前照灯形状も変更された。貫通扉上には、扉と同一面の張り出しが設けられた。
貫通扉は12200系と同様で、幌隠しカバーを装備した観音開き式である。塗り分けは12200系と大きく異なり、紺塗装の割合が減少し、行先表示器の上下に収まる横長の帯が入る見付となった。また、12200系の電動先頭車に設置されていた連結アダプター箱（柴田式自動連結器を備える旧性能車との緊急時における連結のための簡易連結器を収納する箱）は、廃車もしくは支線区への転用によって旧性能車が大きく減少したこともあり、本系列以降の車両では廃止された。
側面では、乗務員室扉の窓サイズが紺塗装に合わせて上下に短くなったほか、サ12550形の男性用トイレのすりガラス窓は小型サイズとなった。
12400系は当初から4両編成として計画されたため、12200系と異なり乗降扉の適正な配置を行なった。具体的にはサ12120形では伊勢寄りに設置されていた扉がサ12550形では省略されて定員が4名増加している。
一般的には12400系で確立されたデザインが30000系に受け継がれたという解釈が流布されているが、厳密には30000系の構想が先にあって12200系の増備車に構想内容が反映されたという解釈が正しい。このため30000系は、両先頭車は12400系で先行して開発されたデザインをほぼ踏襲し、設計の重点はもっぱら中間2階建車両に置かれることになった。

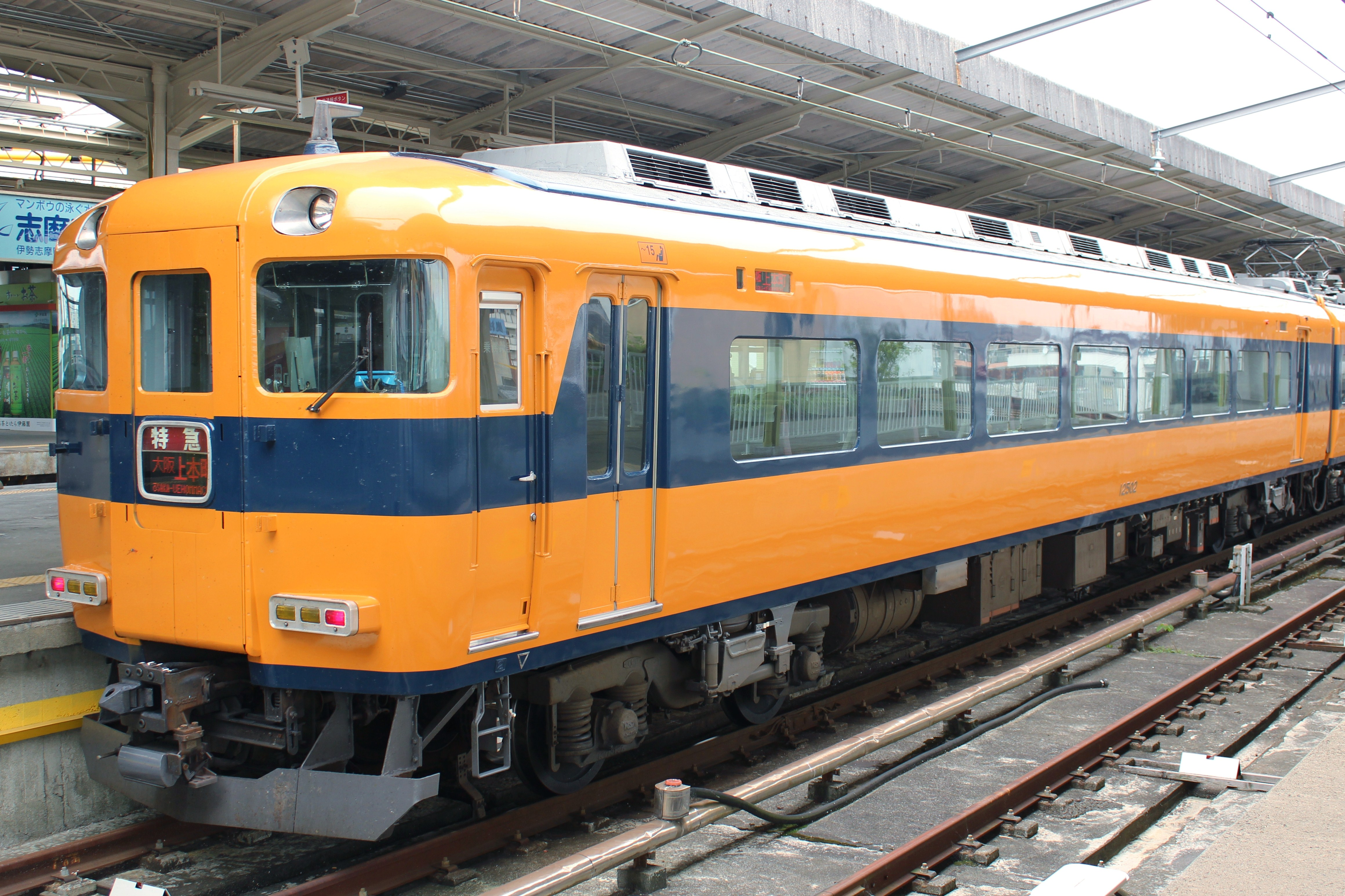
ク12500形（12502）
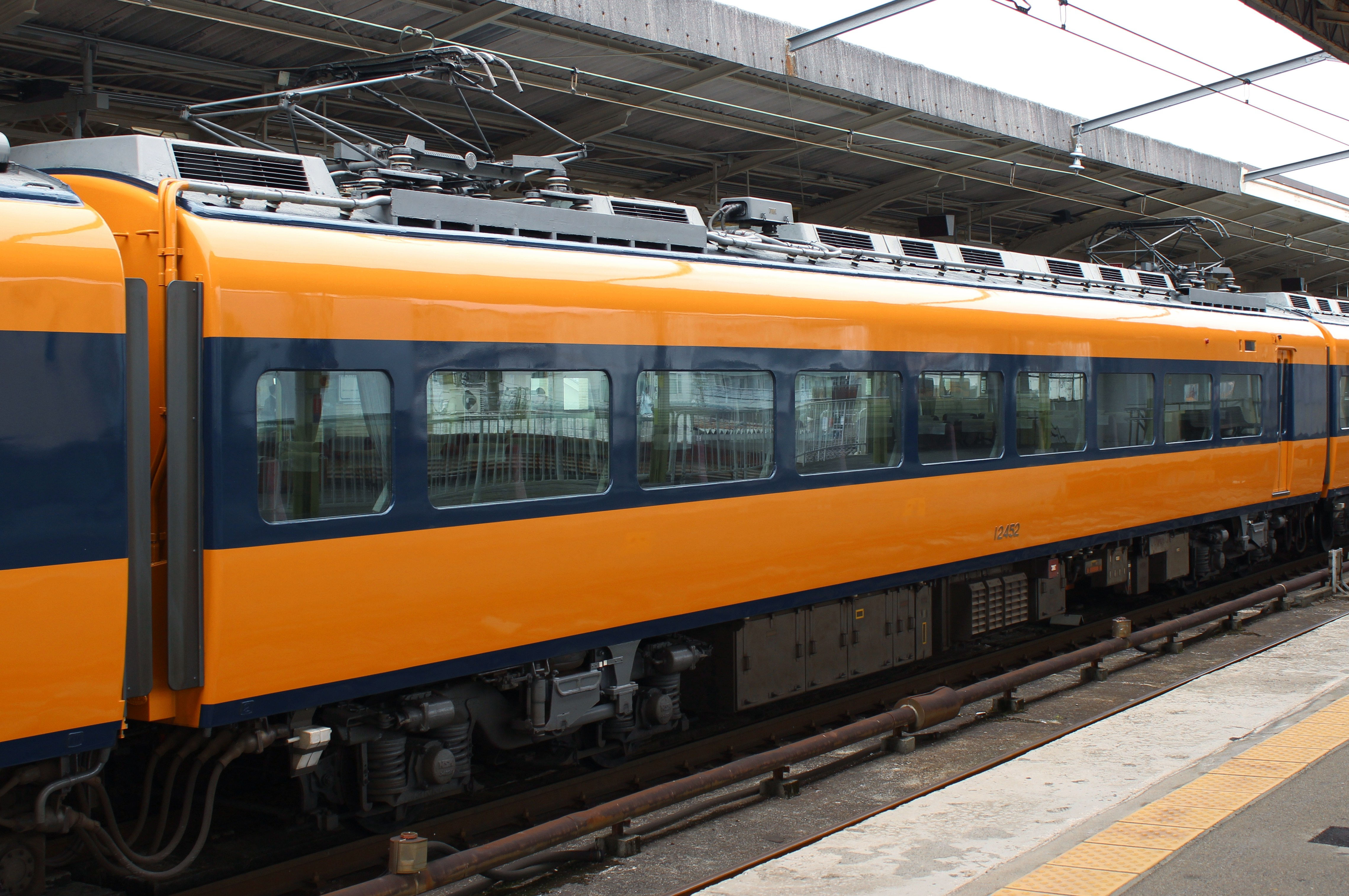
モ12450形（12452）
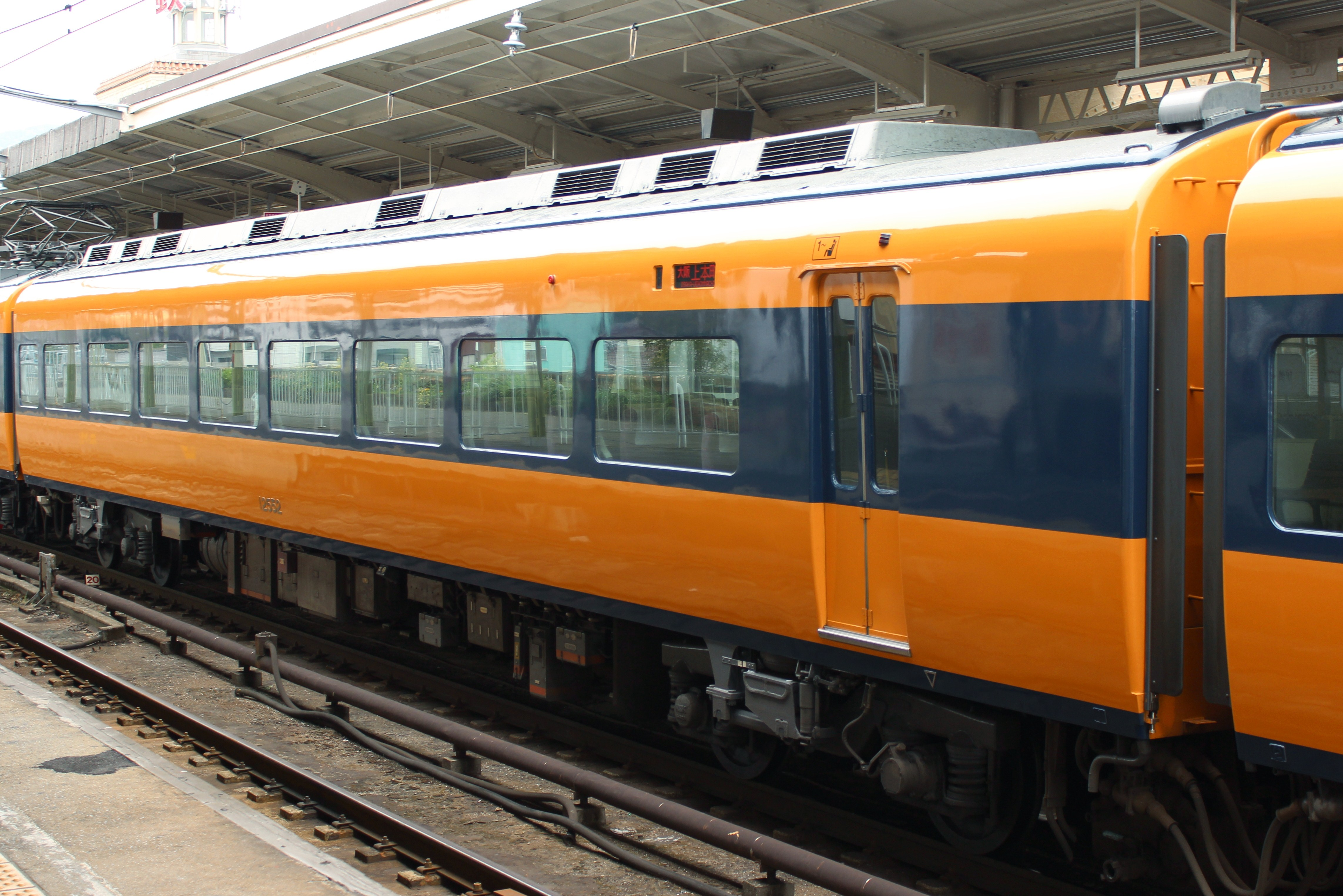
サ12550形（12552）
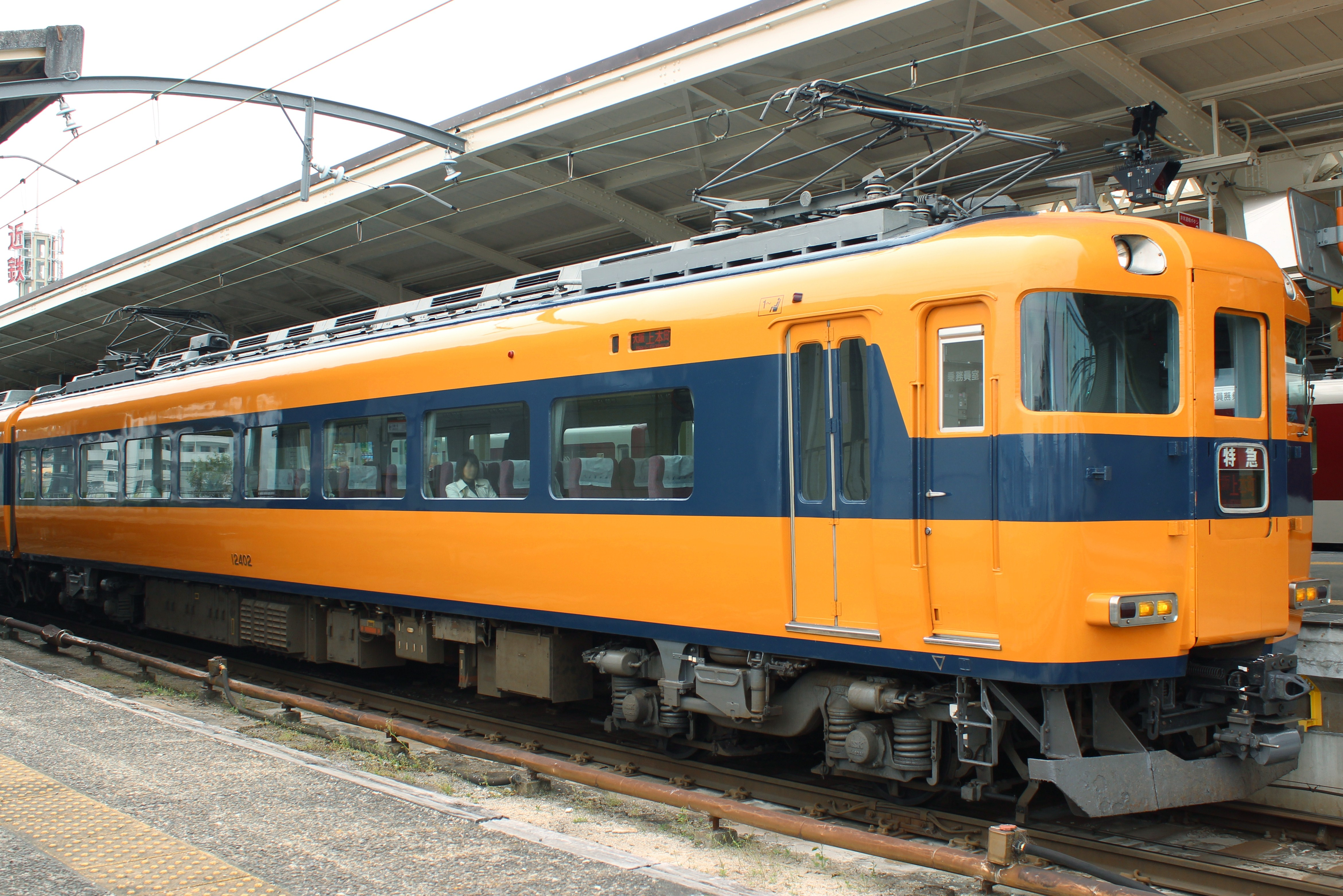
モ12400形（12402）

### 主要機器
12400系はあくまでも12200系の増備車であるため、信頼性のある床下機器関係では小修正にとどめられた。性能面では12200系に引き続き、三菱電機製の出力180 kWの主電動機が採用され、33 ‰上り勾配においても均衡速度100 km/hを確保している。
台車は電動車は近畿車輛製KD-71Fを、付随車は近畿車輛製KD-71Gを採用した。改良内容は空気ばねのパンク時の警報装置が新開発の検知装置になったことである。
電動発電機と空気圧縮機は12200系と同様の機種が2両に1台ずつ（付随車）に搭載される。C-1000形電動空気圧縮機の採用は特急車としては12400系をもって最後となり、30000系以後はC-2000形に変更された。
両先頭車の正面床下には当初、10100系との併結も考慮してジャンパ線受が装備されていたが、用途がなかったためのちに撤去されている。
屋上機器関係では、東芝製の冷房能力4,500 kcal/hの冷房装置を1両につき6台取り付け、その他にロスナイ（換気装置）を各車2台ずつ設置して、これを連続した一体のクーラーキセ（カバー）に収めた（従来は分散型のクーラーキセ）。
集電装置は、12200系と同一の東洋電機製造PT-4203F菱形パンタグラフをMc、M車に各車2台ずつ搭載するが、近鉄特急の新製車として菱形パンタグラフを採用するのは本系列が最後となった。

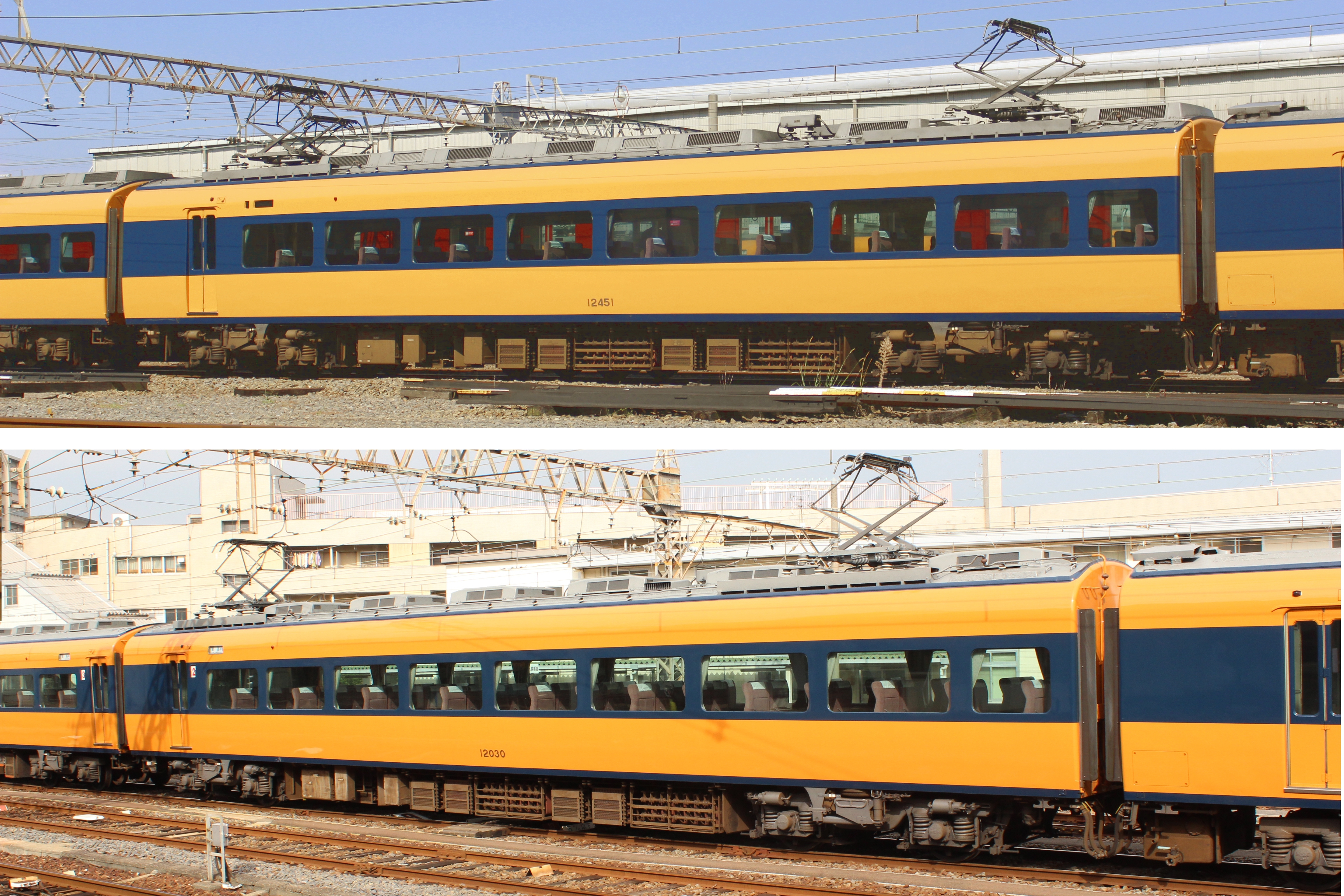
12200系床下機器との比較 ほぼ同一機器構成
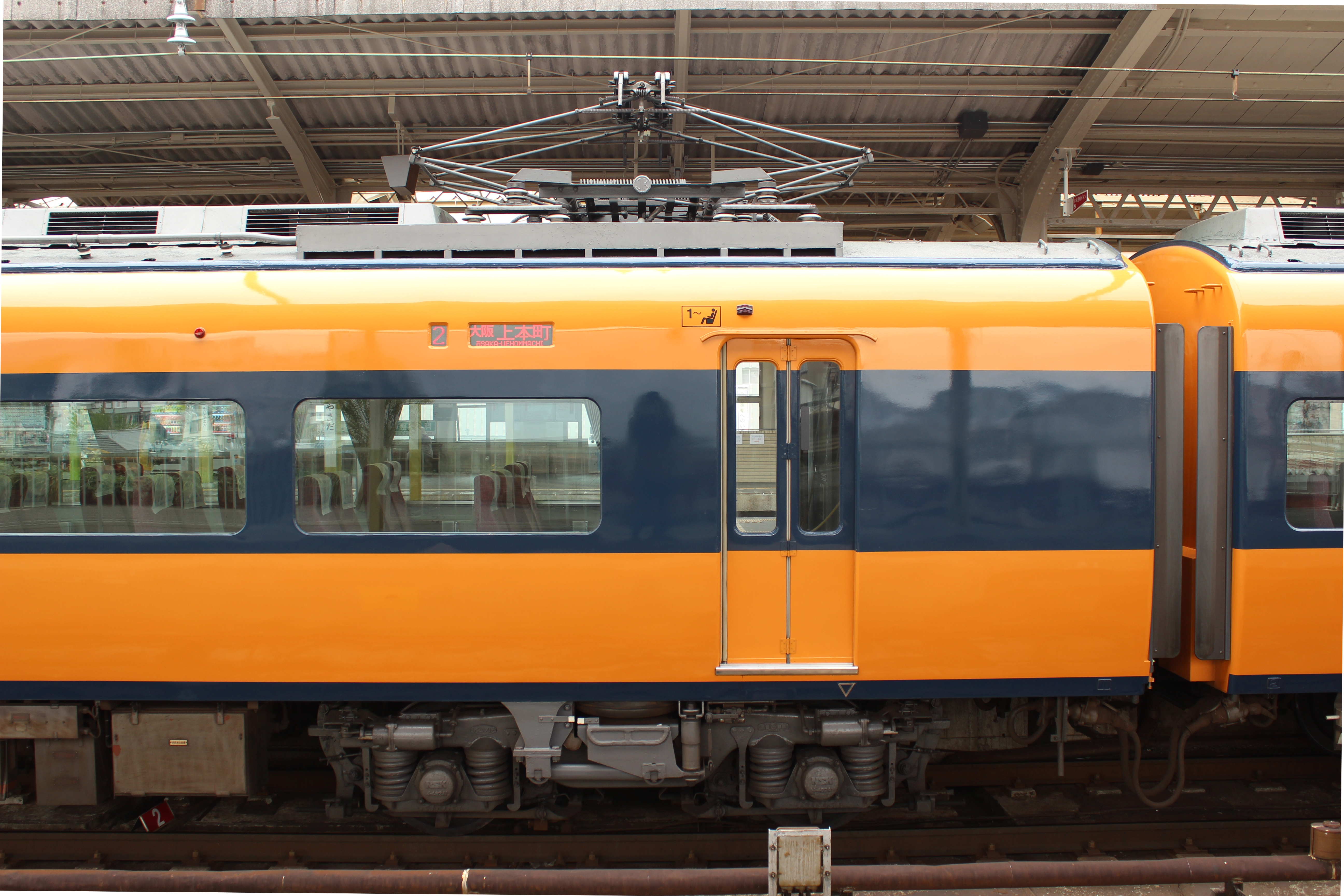
菱枠パンタグラフの採用は特急車として本系列が最後となった
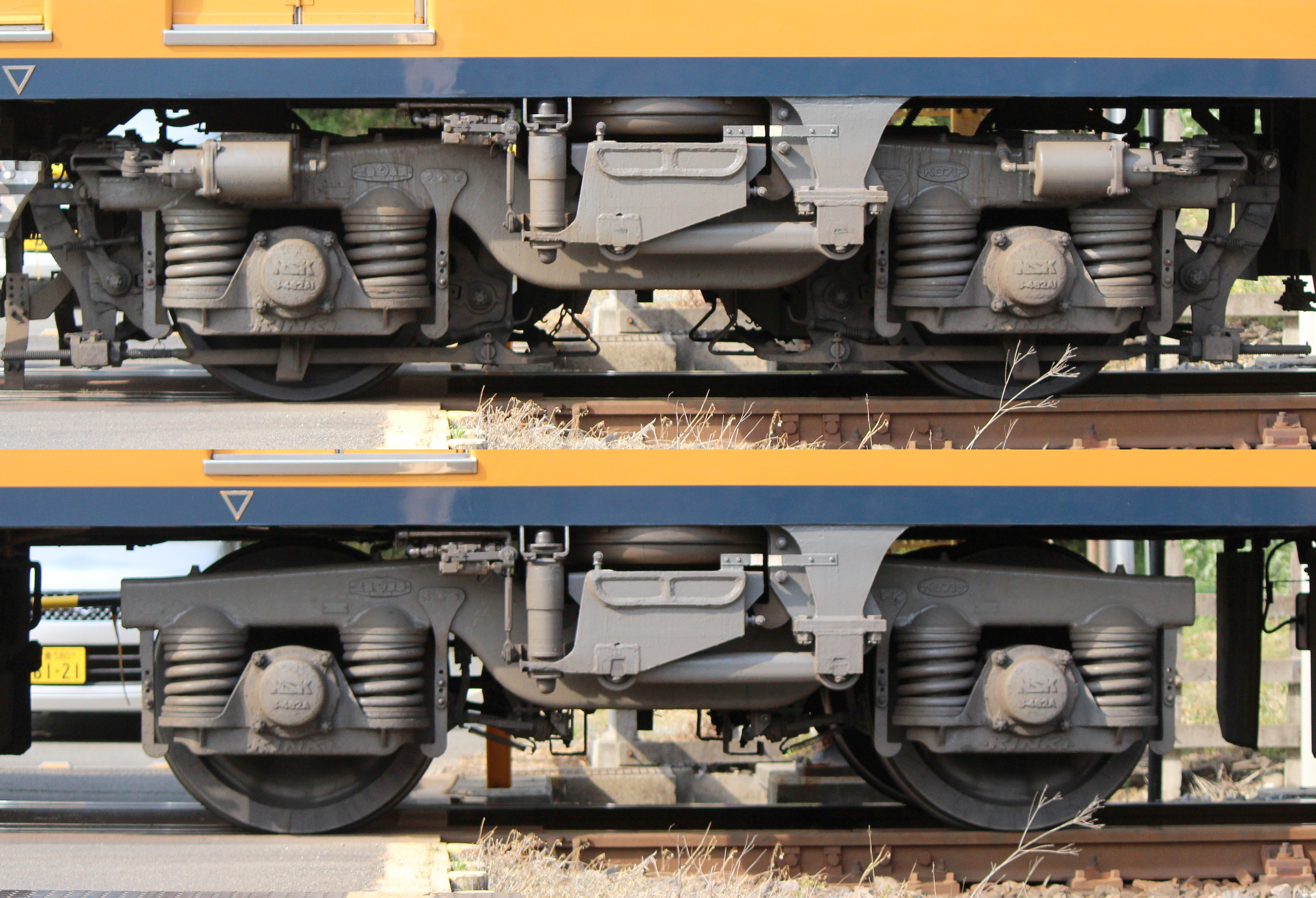
KD-71F（写真上 電動車用） KD-71G（写真下 付随車用）
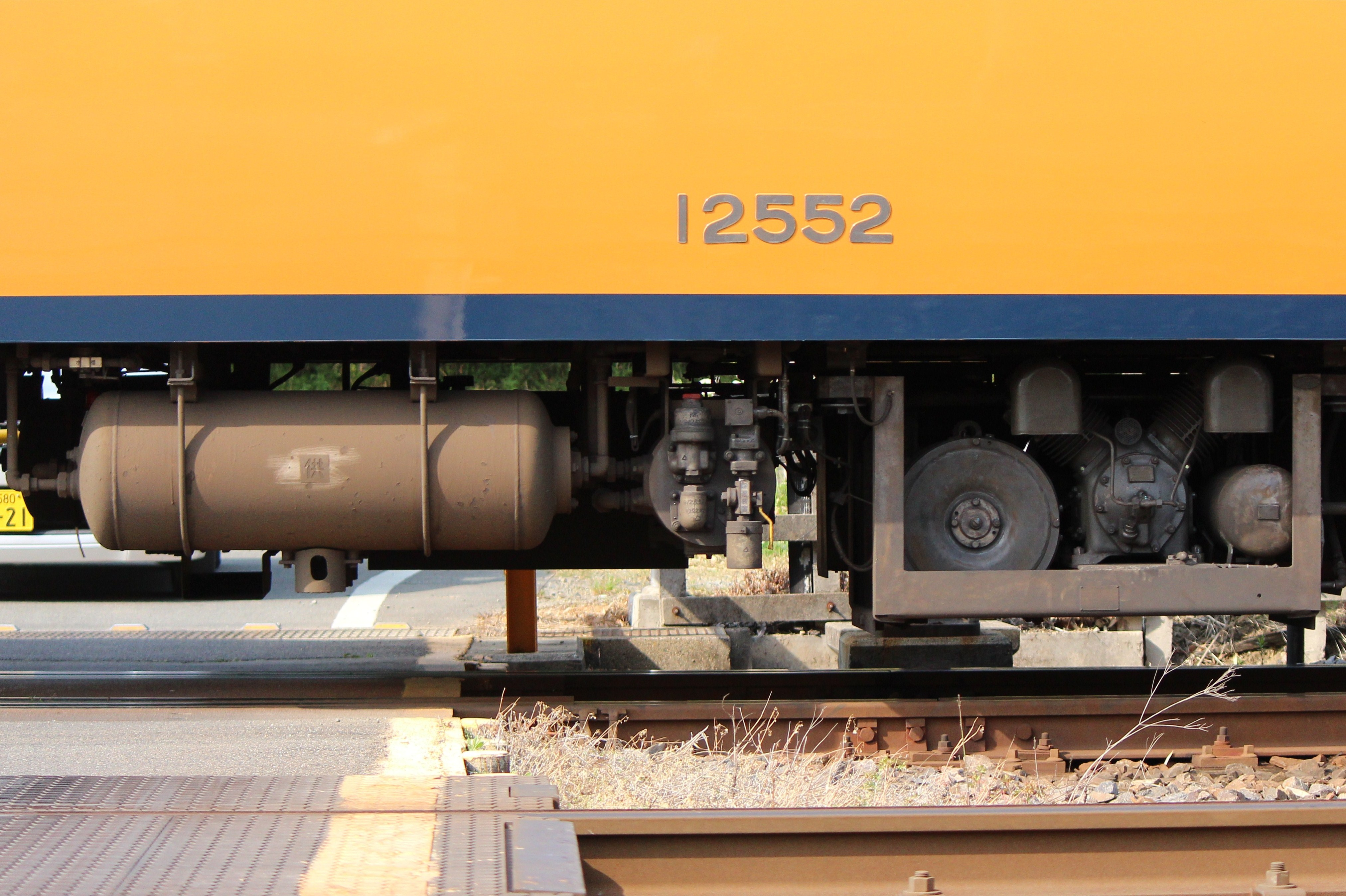
近鉄特急車として最後の採用例となったC-1000形電動空気圧縮機（右側）

### 車内設備
本系列では、近鉄特急車として初めてトイレ・洗面室を併設しない出入台にもデッキを設けた。このため客室と出入台はすべて仕切り扉で分離され居住性が向上した。
座席は12200系と同様の偏心回転スライド式リクライニングシートを採用し、モケットはマロンレッド（オレンジ系の色調）のリーズド・ストライプとしたほか、灰皿の大型化も図られた。シートピッチは12200系と同一の980 mmである。
化粧板は12000系以降の木目調から、明るいパールカラーのあじろ模様（網目模様）となり、カーテンはオレンジ系のロイヤルライン、床材はそれまでのタイル張りの市松模様を改め、ディープブラウンをベースとして摩耗の多い通路中央部にはベージュのストライプを3本入れて、通路部分のみの張り替えを容易にした（のちに内装の色は在来車にも波及）。荷棚は12200系までの網式からアルミ押出し材式に変更となり、表面に化粧板と同じ色のプラスチックシートを貼って客室全体の色調を統一した。
冷房装置の吹き出し口の形状は連続スリット式に変更され、それに伴い照明カバーの形状はそれまでの逆三角形式を改め、吹き出し口パネルの断面に沿うフラットな形状に変わった。車内放送用スピーカーはスリット内にビルトインされている。また、このパネル表面には冷暖房の運転モードを切り替える押しボタンが内蔵されている。
デッキと客室の仕切りには「奈良大和路」（長谷寺のぼたん、奈良興福寺の五重塔、奈良の鹿、吉野の桜）・「伊勢志摩」（伊勢神宮内宮正殿、大王埼灯台、はまゆう）のイラストがプリントされている。デッキとの仕切りドアはブロンズカラーの全面強化ガラスとなり、こげ茶色の横縞模様を入れた。
トイレは12200系では和式と洋式の組み合わせであったが、当時は利用の少なかった洋式をやめて、和式と男性用小便器の組み合わせに変更した。洗面所はデッキに設けられ、そのデザインは12200系と同一とされた。また、デッキには引き出し式のビニールクロス張りの補助座席（2人掛）を設置した。車内販売準備室はモ12450形に設けられ、本系列より給湯装置が設けられた。また、デッキ乗降扉付近の床は、折戸可動範囲の床色を変えて注意を促している。

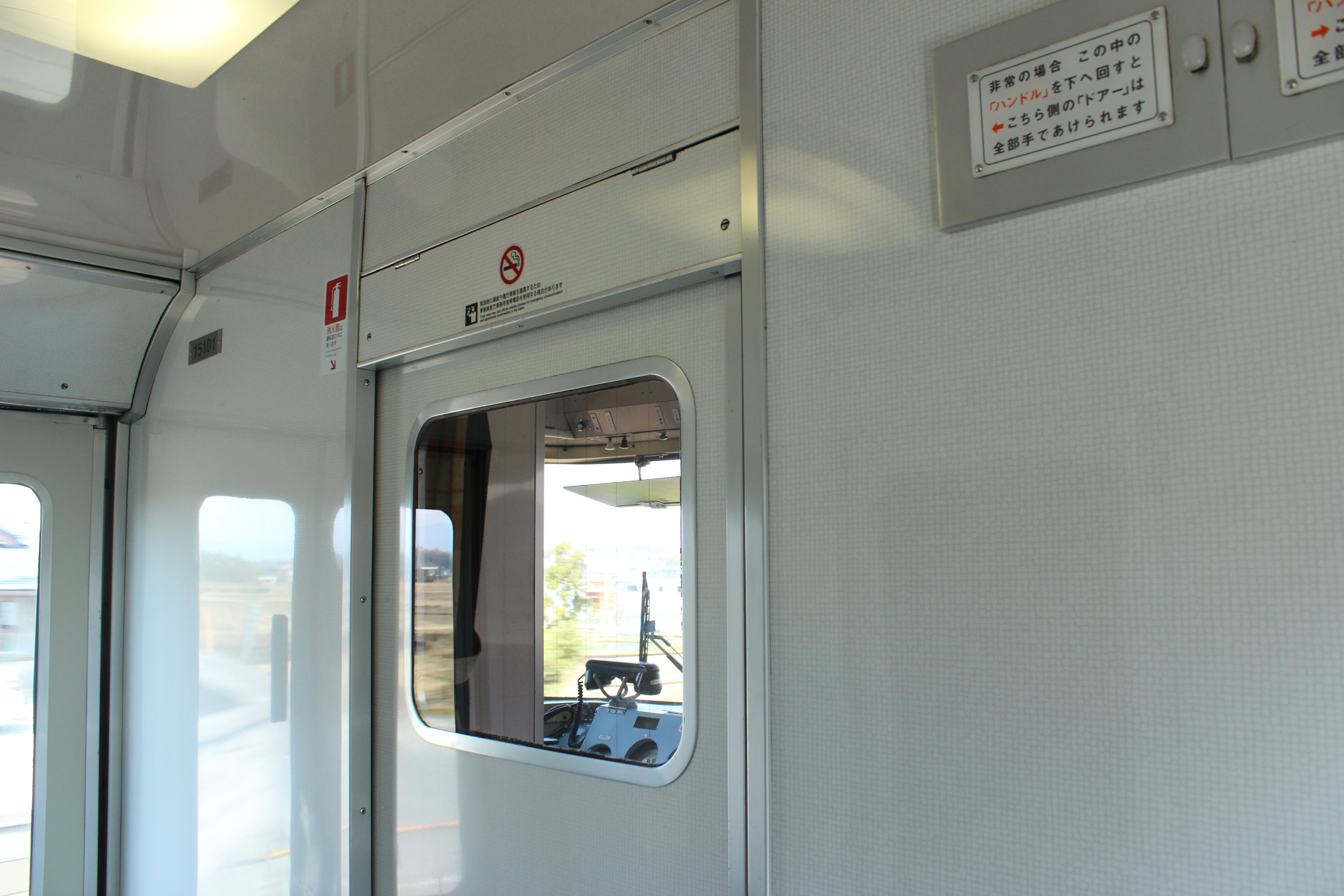
あじろ模様の内装（15200系） 本系列登場時の内装も概ね同様
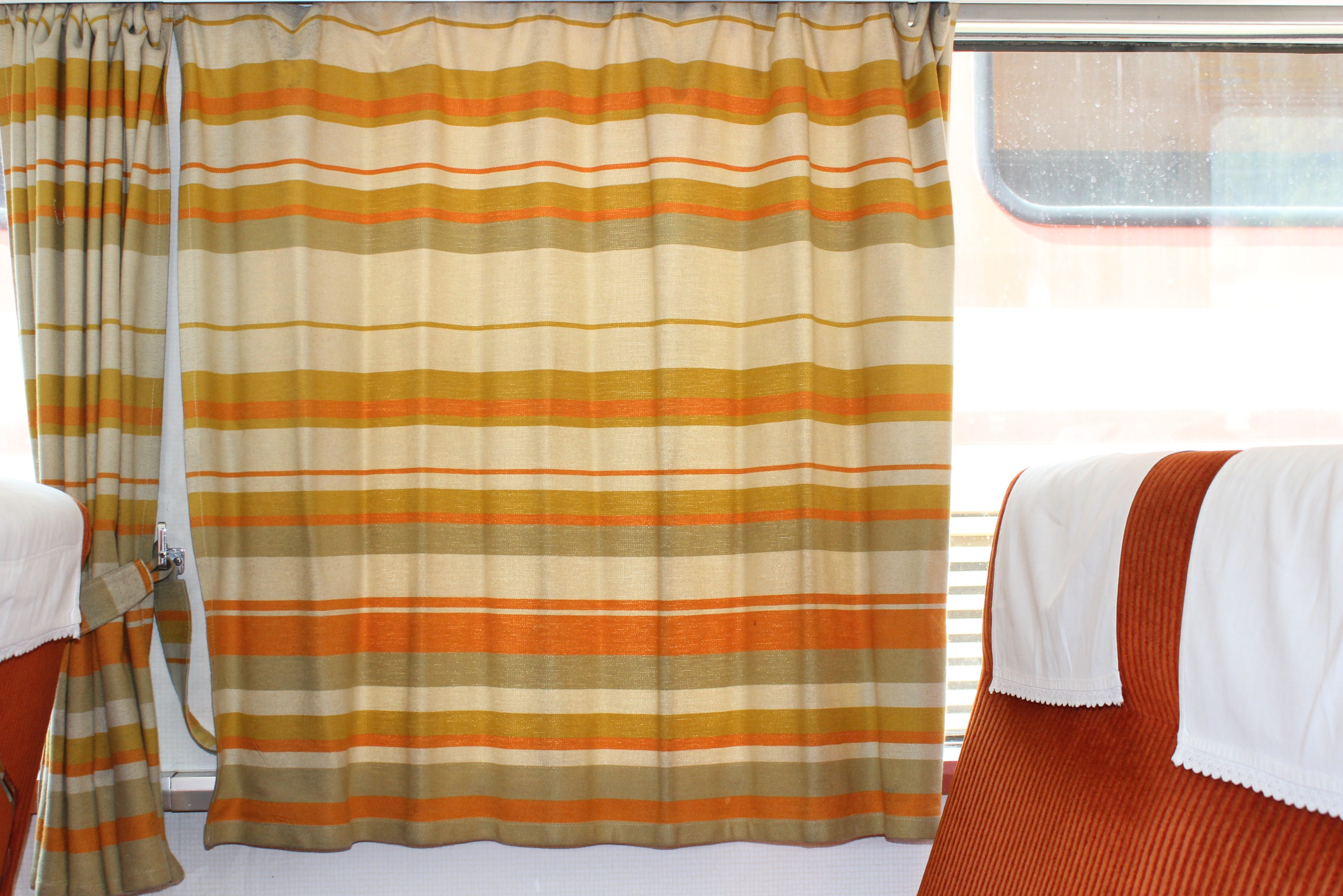
ロイヤルラインのカーテン （大井川鉄道16000系）
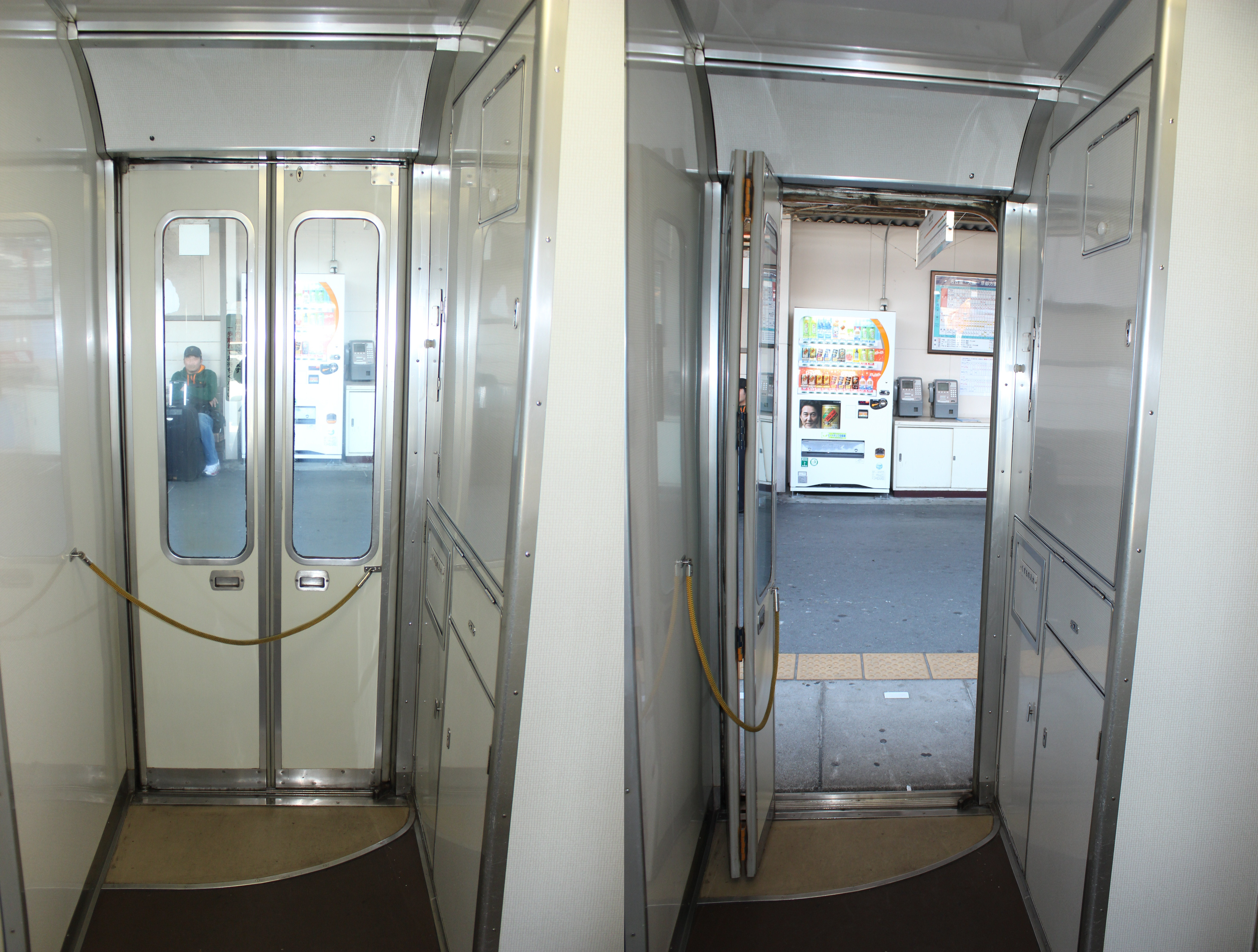
乗降扉可動範囲の床色分けは12400系から[22]（12200系更新車）

## 形式別概説

### 12400系

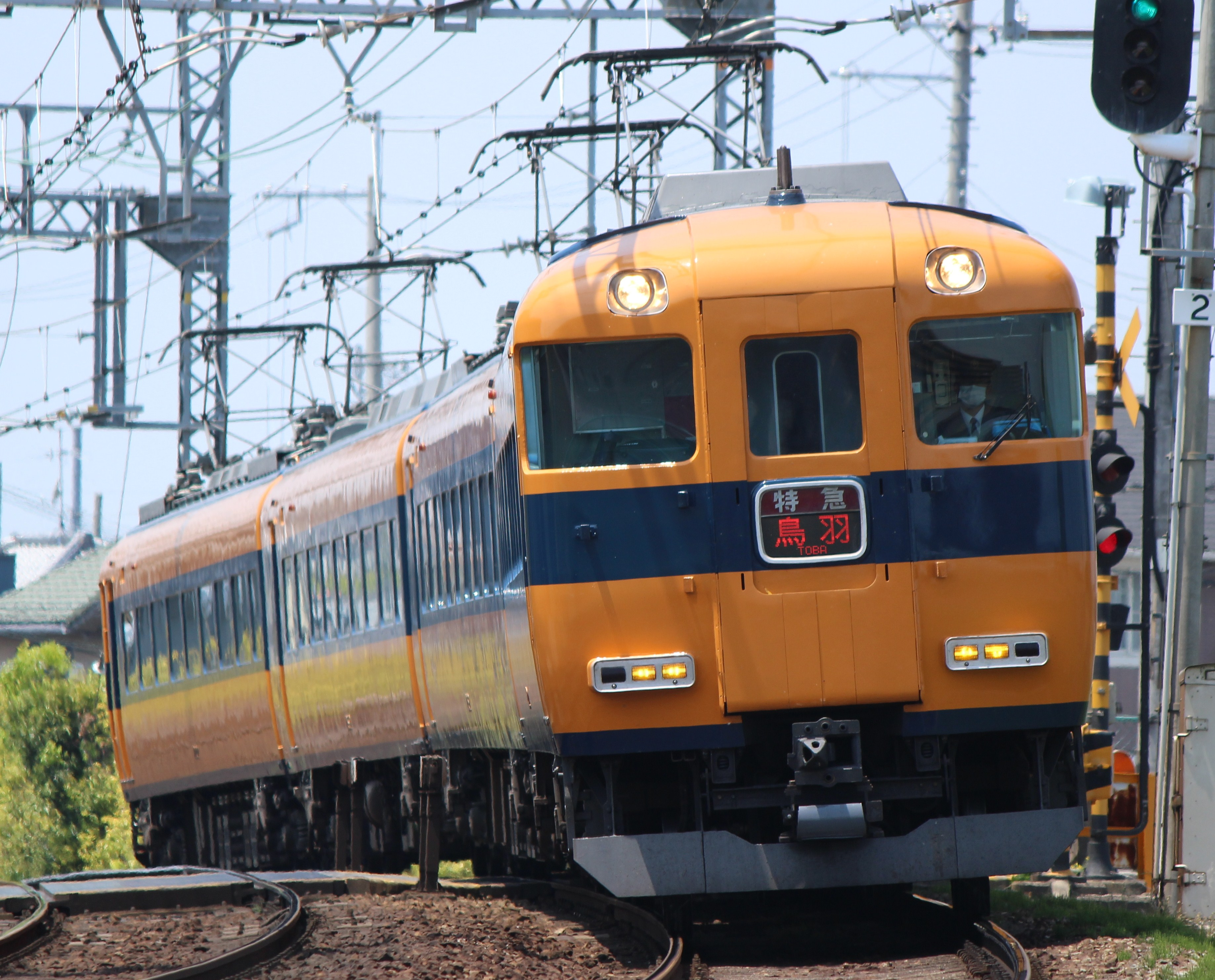
12400系旧塗装 大阪線 真菅駅 - 大和八木駅間

12200系のマイナーチェンジ車として1977年に3両編成4本が製造された。12400系の製造は3編成12両の小世帯にとどまり、増備は改良車の12410系に移行した。
当初は12200系12257F - 12259Fとして製造予定であったが、途中から次期新型特急車両（30000系）の構想が割り込んだため、正面塗り分けや、屋上、インテリアなど随所で設計変更を実施した。このため、監督官庁より変更点が多過ぎるので形式称号の変更を行うように指導があり別形式となった経緯がある。1977年12月21日付で12200系として竣功したが、翌22日付で形式称号が12400系に変更されたため、書類上12200系であったのは1日だけであった。
MT比2M2Tの4両編成で、大阪側からモ12400形 (Mc) - サ12550形 (T) - モ12450形 (M) - ク12500形 (Tc) で組成される。
また、中間車2両を抜いた状態でも走行可能で、臨時列車として運転されたことがある。
| 大阪・京都発着編成 名古屋発着編成 | ← 近鉄難波・上本町・京都近鉄奈良・橿原神宮前・賢島・鳥羽・近鉄名古屋 → ← 近鉄難波・賢島・鳥羽近鉄名古屋 → | ← 近鉄難波・上本町・京都近鉄奈良・橿原神宮前・賢島・鳥羽・近鉄名古屋 → ← 近鉄難波・賢島・鳥羽近鉄名古屋 → | ← 近鉄難波・上本町・京都近鉄奈良・橿原神宮前・賢島・鳥羽・近鉄名古屋 → ← 近鉄難波・賢島・鳥羽近鉄名古屋 → | ← 近鉄難波・上本町・京都近鉄奈良・橿原神宮前・賢島・鳥羽・近鉄名古屋 → ← 近鉄難波・賢島・鳥羽近鉄名古屋 → | ← 近鉄難波・上本町・京都近鉄奈良・橿原神宮前・賢島・鳥羽・近鉄名古屋 → ← 近鉄難波・賢島・鳥羽近鉄名古屋 → | ← 近鉄難波・上本町・京都近鉄奈良・橿原神宮前・賢島・鳥羽・近鉄名古屋 → ← 近鉄難波・賢島・鳥羽近鉄名古屋 → | ← 近鉄難波・上本町・京都近鉄奈良・橿原神宮前・賢島・鳥羽・近鉄名古屋 → ← 近鉄難波・賢島・鳥羽近鉄名古屋 → | ← 近鉄難波・上本町・京都近鉄奈良・橿原神宮前・賢島・鳥羽・近鉄名古屋 → ← 近鉄難波・賢島・鳥羽近鉄名古屋 → |
| 形式                              | モ12400形 (Mc)                                                                                            | サ12550形 (T)                                                                                             | モ12450形 (M)                                                                                             | ク12500形 (Tc)                                                                                            | | | | |
| 車両写真                          | | | | | | | | |
| 搭載機器                          | ◇,CON,◇                                                                                                   | MG, CP | ◇,CON,◇                                                                                                   | MG,CP | | | | |
| 自重                              | 41.0 t | 35.0 t | 41.0 t | 36.5 t | | | | |
| 定員                              | 68 | 68 | 68 | 60 | | | | |
| 車内設備                          | | 洗面室・トイレ                                                                                            | 車内販売準備室                                                                                            | 洗面室・トイレ                                                                                            | | | | |

- 形式欄のMはMotorの略で主電動機搭載車（動力車）、TはTrailerの略で主電動機を搭載しない車（付随車）、McやTcのcはcontrollerの略で運転台装備車（制御車）。
- 搭載機器欄のCONは制御装置、MGは補助電源装置、CPは電動空気圧縮機、◇はパンタグラフ。
- 編成定員は264名。

### 12410系

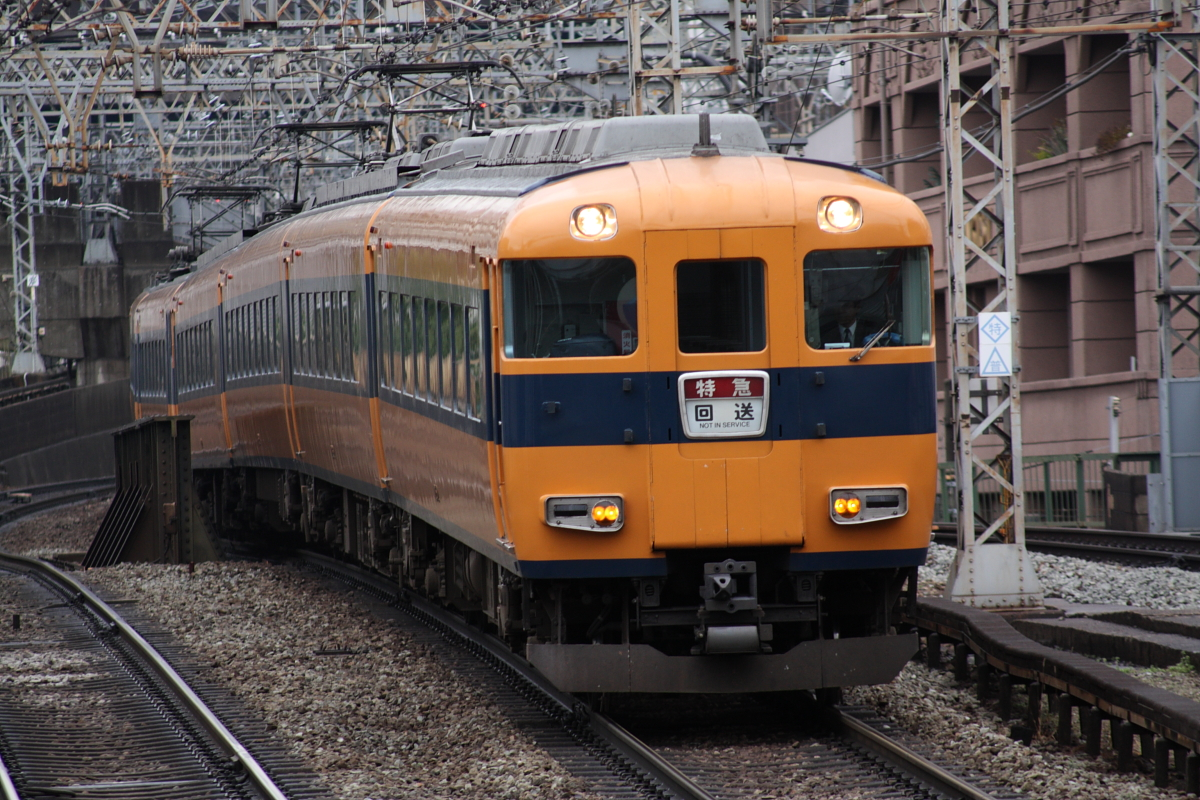
12410系(旧塗装)

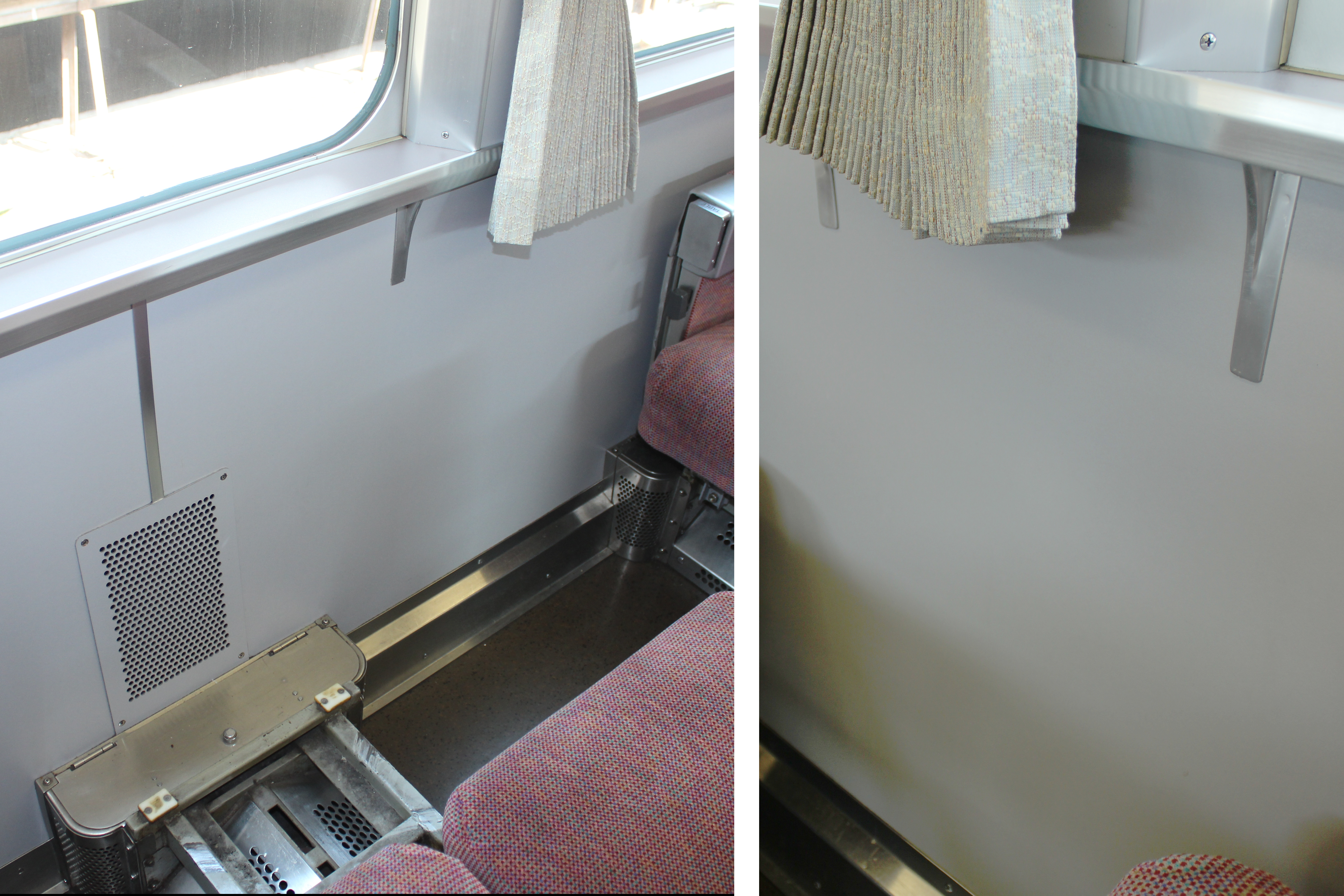
サ12560形特有の風道部分

12400系を3両編成仕様に変更した形式で、1980年より名阪甲特急（ノンストップ）用として製造された。当時は日本国有鉄道（国鉄）の運賃・料金値上げの影響などで名阪間の乗客が東海道新幹線から近鉄に戻っていた時期であり、名阪ノンストップ系統の2両編成から3両編成への増車が必要になったからである。また、将来の4両編成化も考慮して設計された。
前面は特急表示兼行先表示器の形状、標識灯・後部標識灯（尾灯）を30000系と同一品に変更した。主電動機は12400系と同一の三菱電機製MB-3127-A（出力180 kW×4個）を採用したが、台車は30000系に準じて新設計の近畿車輛製KD-83系を採用し、電動車はKD-83を、制御車はKD-83Bを装着する。電動発電機と空気圧縮機は30000系と同一品の日立製作所製HG-634-Erbと三菱電機製C-2000形を採用し、30000系と同じく1基で4両分の供給を賄うため両機ともク12510形に一括搭載した。
集電装置はPT-4811-A-M下枠交差型パンタグラフに変更されている。パンタグラフは電動車同士で隣り合うため、Mc、M車の伊勢寄り（大阪発着基準）に各1基搭載とした。なお、将来T車を加えた4両編成にする計画があったため、それぞれもう1基増設できるようにしていた。
客室は、大筋では12400系のデザインを踏襲しているが、妻部壁面の「伊勢志摩」「奈良大和路」のイラストを省略した代わりに車内広告枠が設けられた。また、妻壁は艶のないレザー調の化粧板となった。
トイレ・洗面室はMc、M車に、車販基地はM車に設置された。トイレは和式のみとして男性用小便器は省略された。洗面台はトイレの向かいに設けられ、この点、12400系と異なり独立性の強い空間となった。

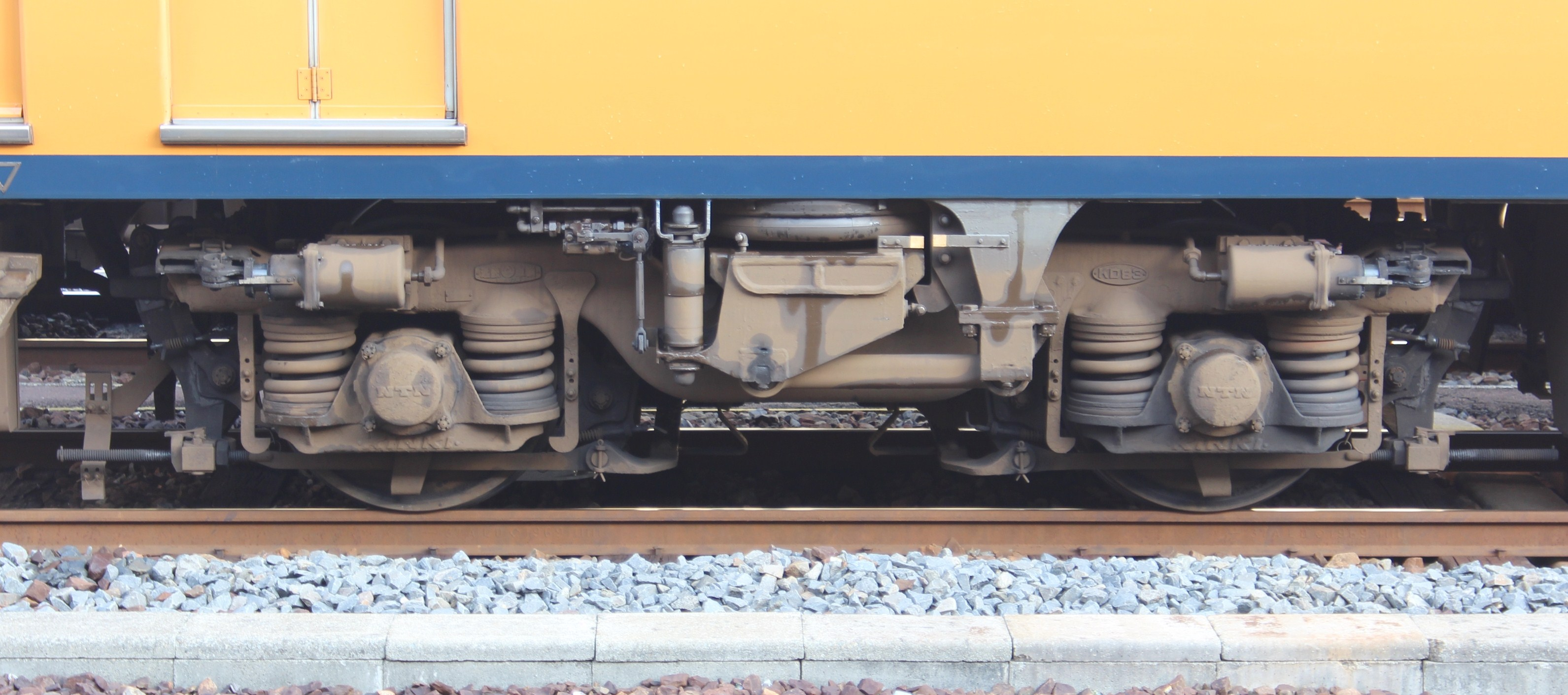
KD-83形台車（電動車用）
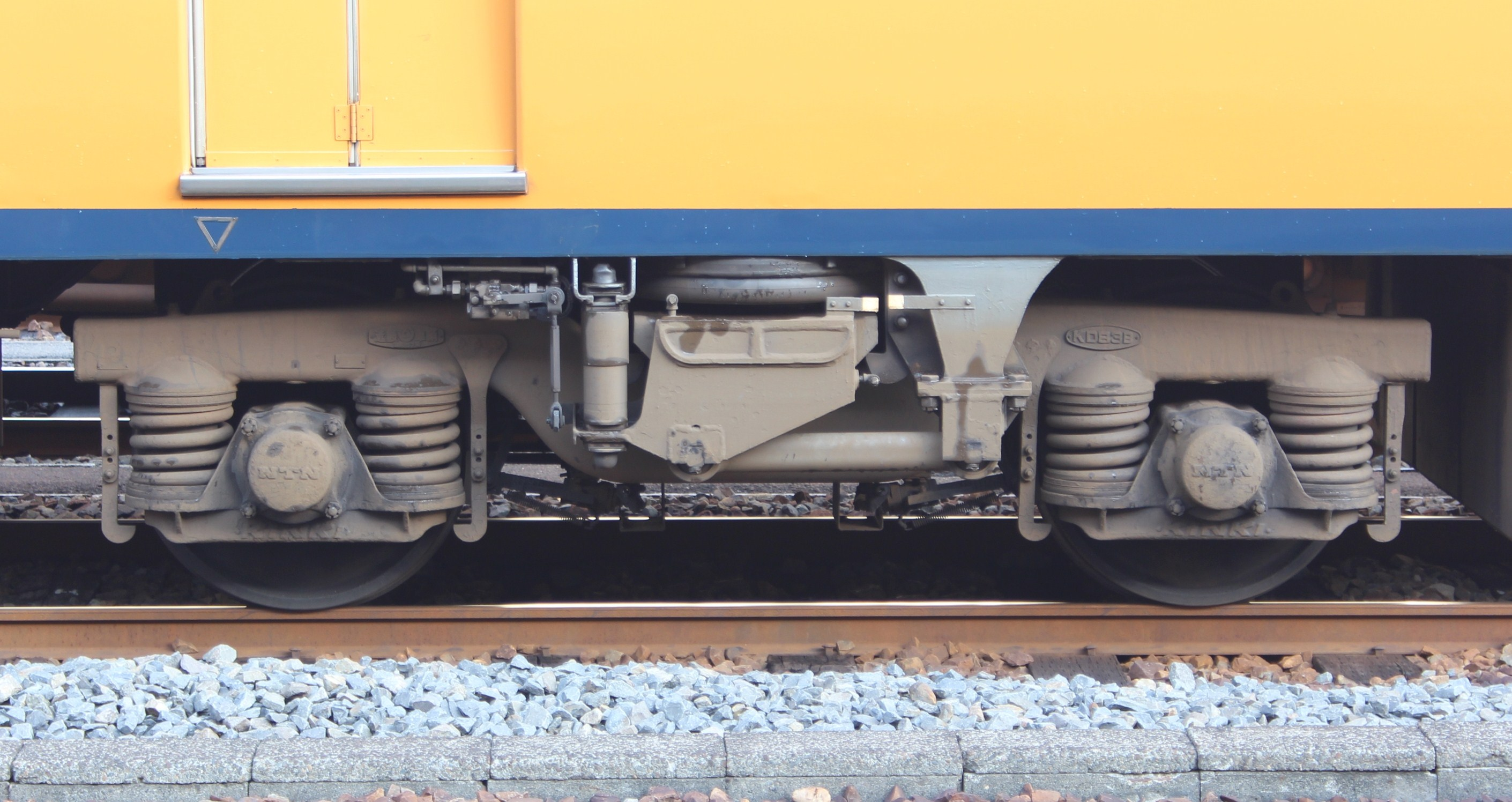
KD-83B形台車（付随車用）

#### 4両編成増備車
1981年に増備された第5編成 (12415F) は4両編成で落成し、Mc、M車にはパンタグラフがそれぞれ2基搭載された。補機類の搭載がないサ12560形は重心の上昇が懸念されたため、本来、屋根上に6基のユニットクーラーを取り付けるところを、当該車両は2基のみ（ロスナイも搭載）とし、他は30000系中間車と同一品のユニットクーラーを床下に取り付けた。このため、床下全体をダクトが覆い、特異な外観となった。また、台車をKD-83Bに変更した。
サ12560形はユニットクーラーを床下に搭載した関係上、冷風をダクトを介して天井に送る必要から、窓柱に風道を通した。このため全ての窓柱が他車と比べて厚くなっている。また、この付近の側壁にリターン風道整風板が設けられた。
現行の編成は12400系と同様にMT比2M2Tの4両編成で、大阪側からモ12410形 (Mc) - サ12560形 (T) - モ12460形 (M) - ク12510形 (Tc) で組成される。
| 大阪・京都発着編成 名古屋発着編成 | ← 大阪難波・上本町・京都近鉄奈良・橿原神宮前・賢島・鳥羽・近鉄名古屋 → ← 大阪難波・賢島・鳥羽近鉄名古屋 → | ← 大阪難波・上本町・京都近鉄奈良・橿原神宮前・賢島・鳥羽・近鉄名古屋 → ← 大阪難波・賢島・鳥羽近鉄名古屋 → | ← 大阪難波・上本町・京都近鉄奈良・橿原神宮前・賢島・鳥羽・近鉄名古屋 → ← 大阪難波・賢島・鳥羽近鉄名古屋 → | ← 大阪難波・上本町・京都近鉄奈良・橿原神宮前・賢島・鳥羽・近鉄名古屋 → ← 大阪難波・賢島・鳥羽近鉄名古屋 → | ← 大阪難波・上本町・京都近鉄奈良・橿原神宮前・賢島・鳥羽・近鉄名古屋 → ← 大阪難波・賢島・鳥羽近鉄名古屋 → | ← 大阪難波・上本町・京都近鉄奈良・橿原神宮前・賢島・鳥羽・近鉄名古屋 → ← 大阪難波・賢島・鳥羽近鉄名古屋 → | ← 大阪難波・上本町・京都近鉄奈良・橿原神宮前・賢島・鳥羽・近鉄名古屋 → ← 大阪難波・賢島・鳥羽近鉄名古屋 → | ← 大阪難波・上本町・京都近鉄奈良・橿原神宮前・賢島・鳥羽・近鉄名古屋 → ← 大阪難波・賢島・鳥羽近鉄名古屋 → |
| 形式                              | モ12410形 (Mc)                                                                                            | サ12560形 (T)                                                                                             | モ12460形 (M)                                                                                             | ク12510形 (Tc)                                                                                            | | | | |
| 車両写真                          | | | | | | | | |
| 搭載機器                          | CON,◇ | | ◇,CON | MG,CP | | | | |
| 自重                              | 41.0 t | 35.0 t | 41.0 t | 36.5 t | | | | |
| 定員                              | 64 | 72 | 64 | 64 | | | | |
| 車内設備                          | 洗面室・トイレ                                                                                            | | 洗面室・トイレ 車内販売準備室                                                                             | | | | | |

- 12411F - 12414Fは当初はサ12560形を連結していなかったため、3両編成であった。
- 編成定員は264名（12400系と同一）。

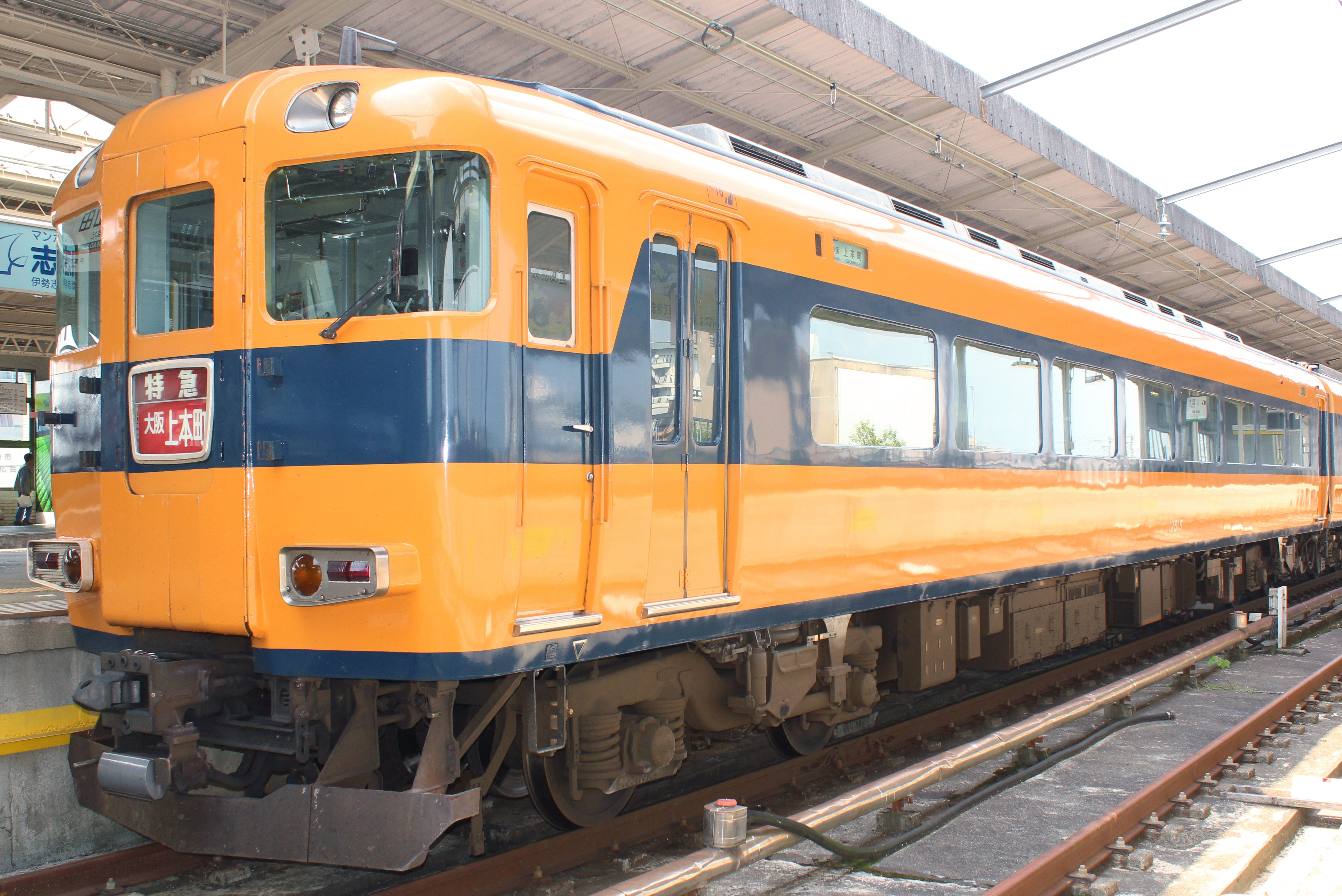
ク12510形（12515） 4両分を賄えるCP、MGを搭載
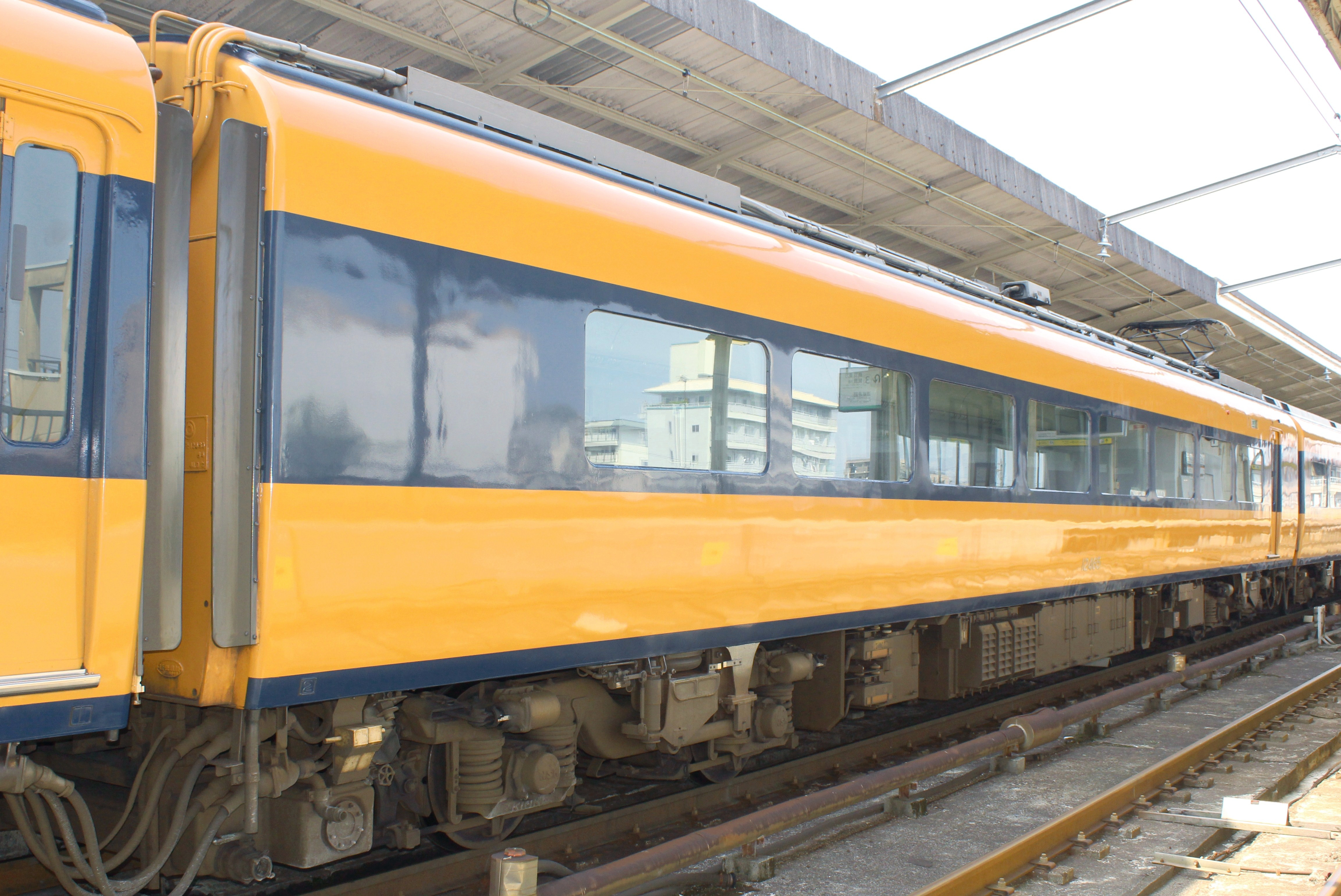
モ12460形（12465）
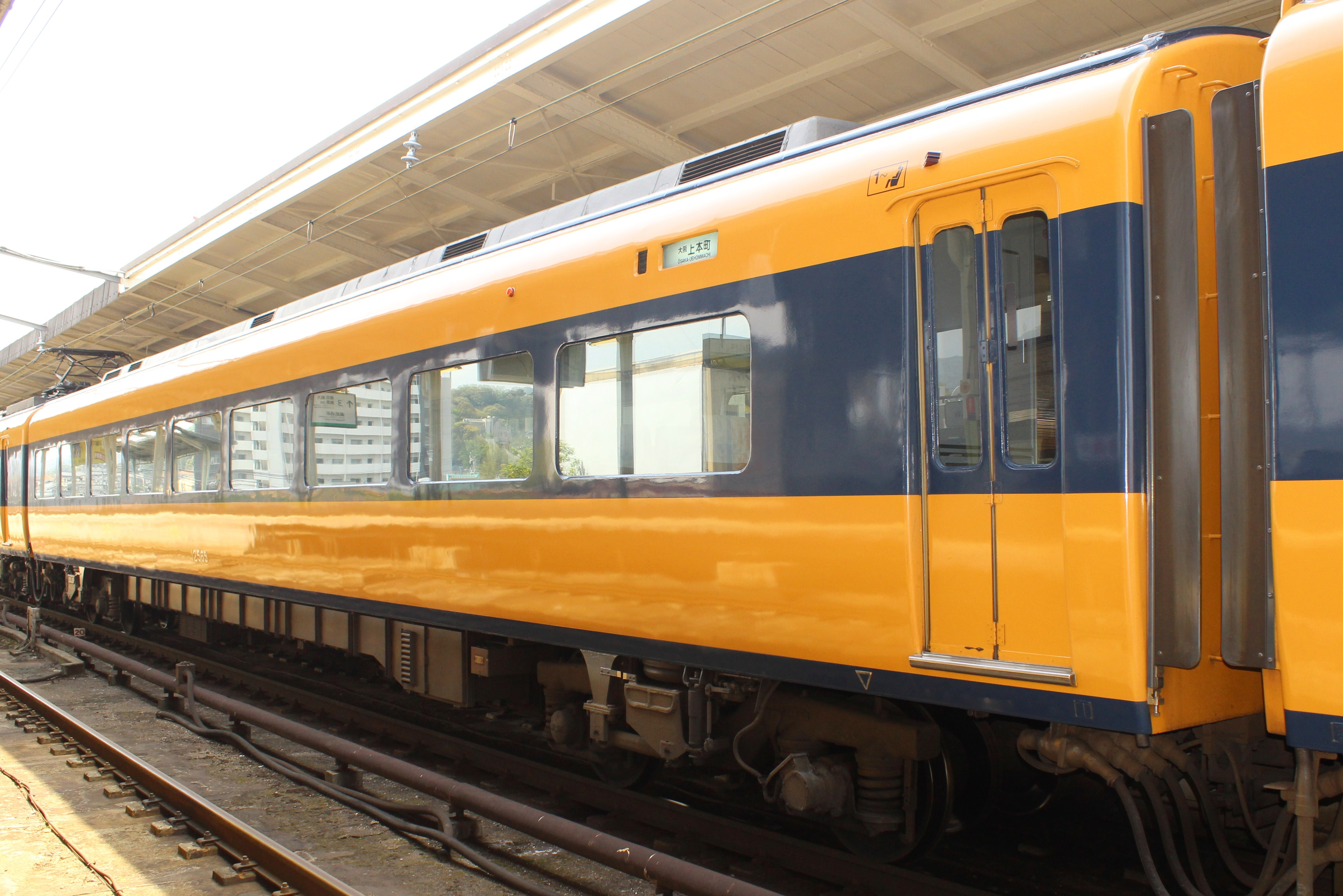
サ12560形（12565） 床下のダクトが目立つ
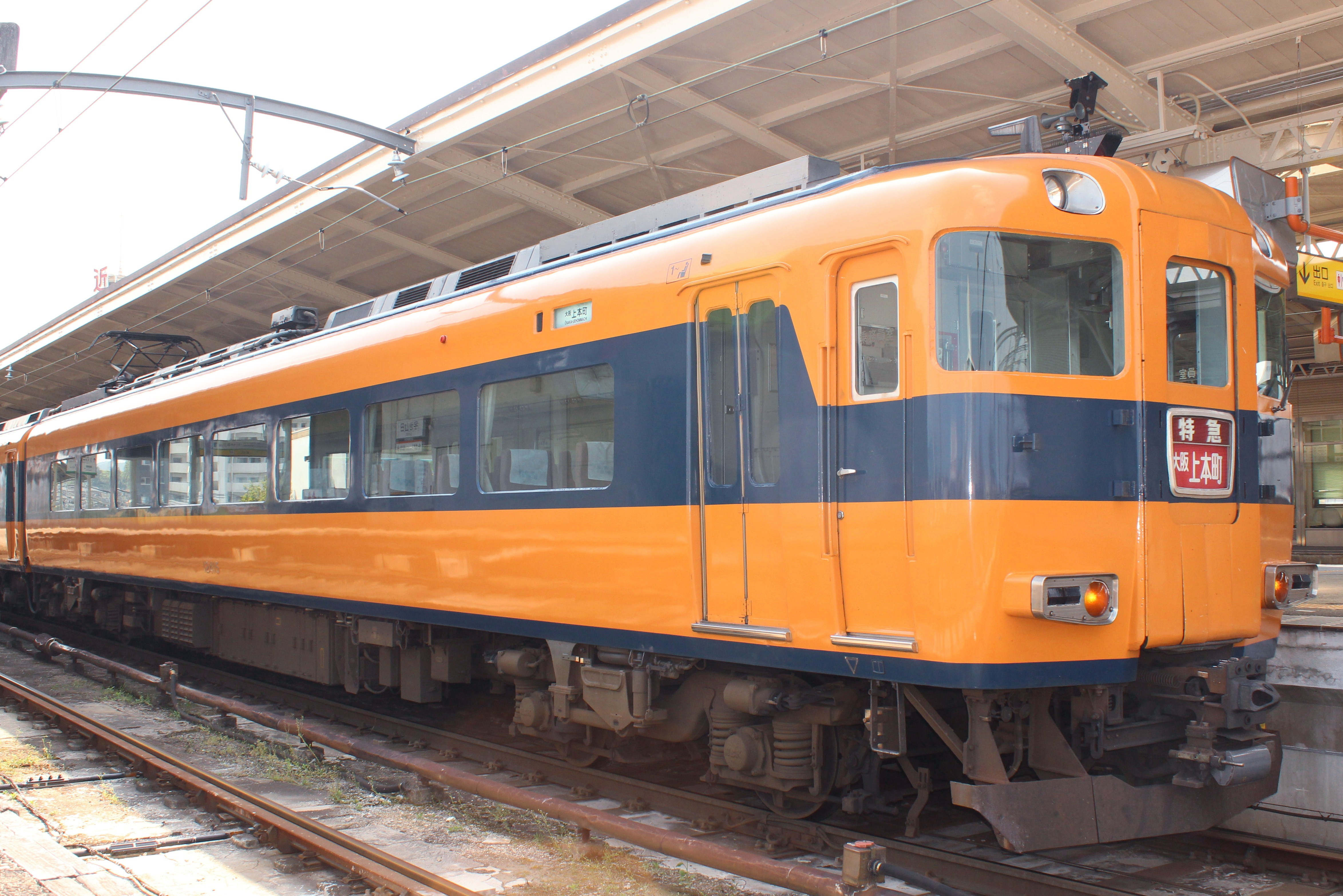
モ12410形（12415）

### 12600系

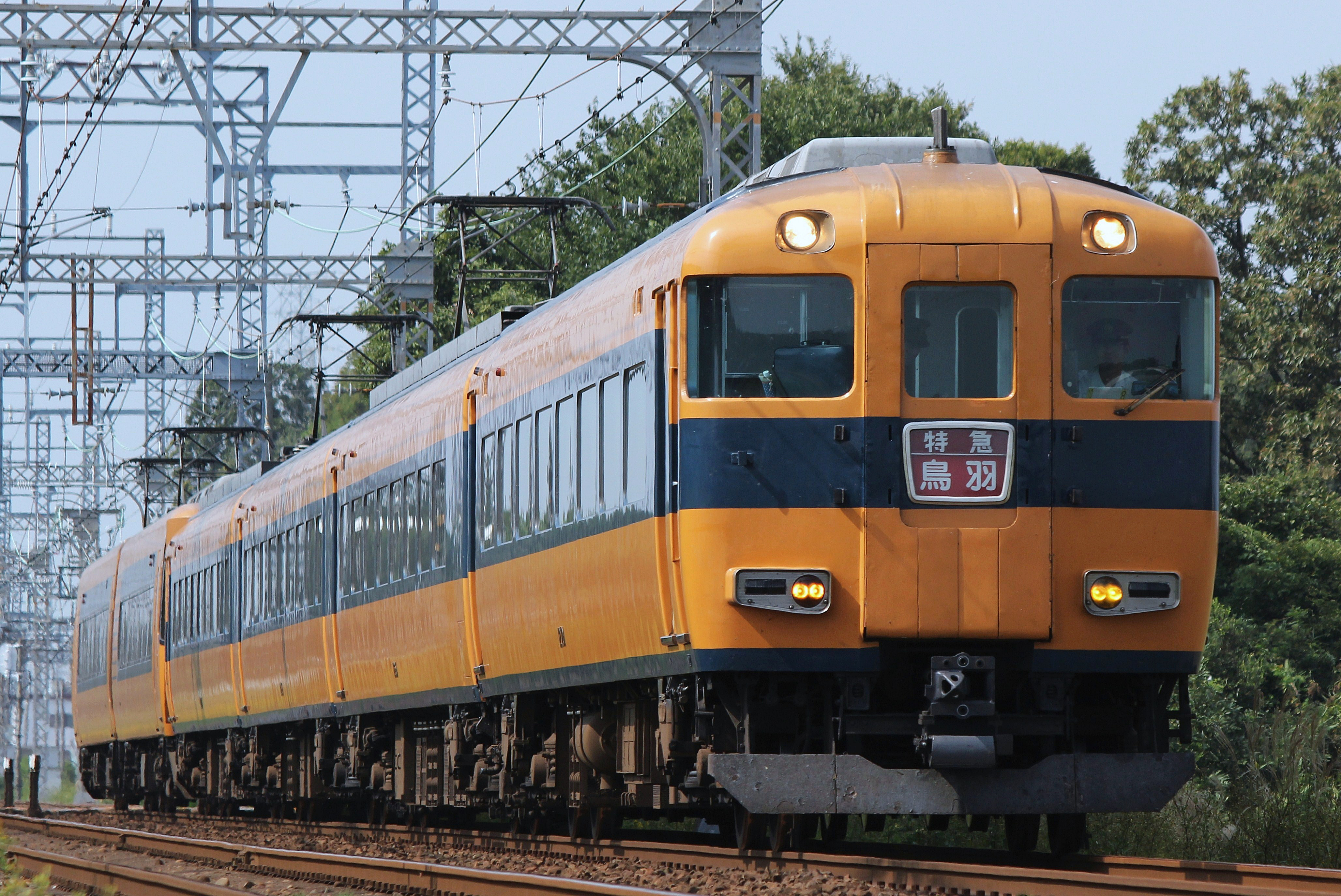
12600系旧塗装（明星駅 - 明野駅間）

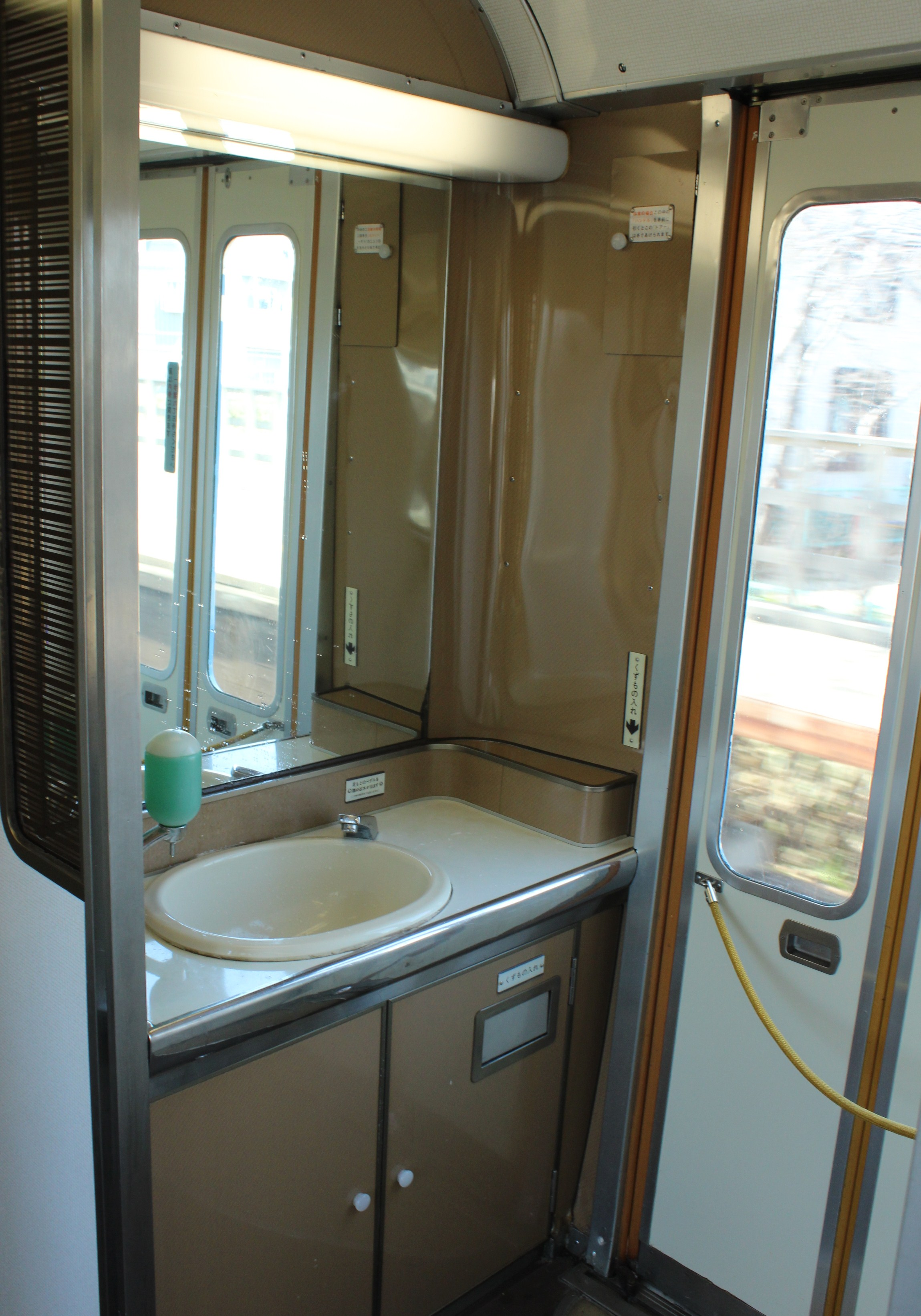
新製直後のデザインと概ね同じスタイルの洗面台

1982年に登場した12410系の改良型である。京都・橿原線の吊り掛け駆動式特急車18000系の廃車代替として登場した。
12410系と異なり、当初から4両編成として製造されたため新形式となった。製造は2編成8両にとどまり、その後の汎用特急車は22000系にモデルチェンジされたため、12600系は車両デザインにおいて、10100系や12000系をベースとする最後の特急車となった。
主電動機、台車は12410系の仕様を引き続き採用している。補機類は、電動発電機がク12700形、空気圧縮機がサ12750形にそれぞれ4両分がまかなえる容量のものが1台ずつ搭載されている。
トイレはMc車からT車の大阪側設置に変更されたことで、これに伴い、和式1室から和式1室、洋式1室ずつの12200系と同じ部屋数に戻された。また、M車トイレは変わりなく、和式のみである。洗面台はサ12750形は半個室タイプから12400系と同じく乗降扉付近に戻され、併せて洗面所のデザインを一新し、ベージュ地に斜めストライプの入った化粧板を曲げ加工のうえ採用し、柔らかな造形となった。
トイレ配置変更に伴い、定員も変更された。Mc車はトイレが無くなったことで4名増加の68名、T車は逆にトイレが新設されたことで4名減の68名、ほか2両は変化なし。なお、編成全体の定員数は12400系、12410系、12600系とも264名である。
編成全体の重量バランスを考慮し、12410系ではク12510形に一括搭載されていた補機類を本系列ではT車に分散した（C-2000M形電動空気圧縮機等）。また、Mc車、M車の電制用主抵抗器もT車、Tc車に移した。また、12410系ではT車の重心上昇の懸念からユニットクーラーを床下設置から屋上設置に変えた。
そのほか、乗務員室の環境改善のために奥行きが拡大されたことで、これに伴い、乗務員扉の位置が12410系と比較して60 mm客室側に移動した。この拡大変更は30000系30215Fにも適用されている。
編成はMT比2M2Tの4両編成で、大阪側からモ12600形 (Mc) - サ12750形 (T) - モ12650形 (M) - ク12700形(Tc) で組成される。
| 大阪・京都発着編成 名古屋発着編成 | ← 大阪難波・上本町・京都近鉄奈良・橿原神宮前・賢島・鳥羽・近鉄名古屋 → ← 大阪難波・賢島・鳥羽近鉄名古屋 → | ← 大阪難波・上本町・京都近鉄奈良・橿原神宮前・賢島・鳥羽・近鉄名古屋 → ← 大阪難波・賢島・鳥羽近鉄名古屋 → | ← 大阪難波・上本町・京都近鉄奈良・橿原神宮前・賢島・鳥羽・近鉄名古屋 → ← 大阪難波・賢島・鳥羽近鉄名古屋 → | ← 大阪難波・上本町・京都近鉄奈良・橿原神宮前・賢島・鳥羽・近鉄名古屋 → ← 大阪難波・賢島・鳥羽近鉄名古屋 → | ← 大阪難波・上本町・京都近鉄奈良・橿原神宮前・賢島・鳥羽・近鉄名古屋 → ← 大阪難波・賢島・鳥羽近鉄名古屋 → | ← 大阪難波・上本町・京都近鉄奈良・橿原神宮前・賢島・鳥羽・近鉄名古屋 → ← 大阪難波・賢島・鳥羽近鉄名古屋 → | ← 大阪難波・上本町・京都近鉄奈良・橿原神宮前・賢島・鳥羽・近鉄名古屋 → ← 大阪難波・賢島・鳥羽近鉄名古屋 → | ← 大阪難波・上本町・京都近鉄奈良・橿原神宮前・賢島・鳥羽・近鉄名古屋 → ← 大阪難波・賢島・鳥羽近鉄名古屋 → |
| 形式                              | モ12600形 (Mc)                                                                                            | サ12750形 (T)                                                                                             | モ12650形 (M)                                                                                             | ク12700形 (Tc)                                                                                            | | | | |
| 搭載機器                          | CON,◇ | CP | ◇,CON | MG | | | | |
| 自重                              | 41.0 t | 36.0 t | 41.0 t | 36.0 t | | | | |
| 定員                              | 68 | 68 | 64 | 64 | | | | |
| 車内設備                          | | 洗面室・トイレ                                                                                            | 洗面室・トイレ 車内販売準備室                                                                             | | | | | |

- 編成定員は264名（12400系・12410系と同一）。

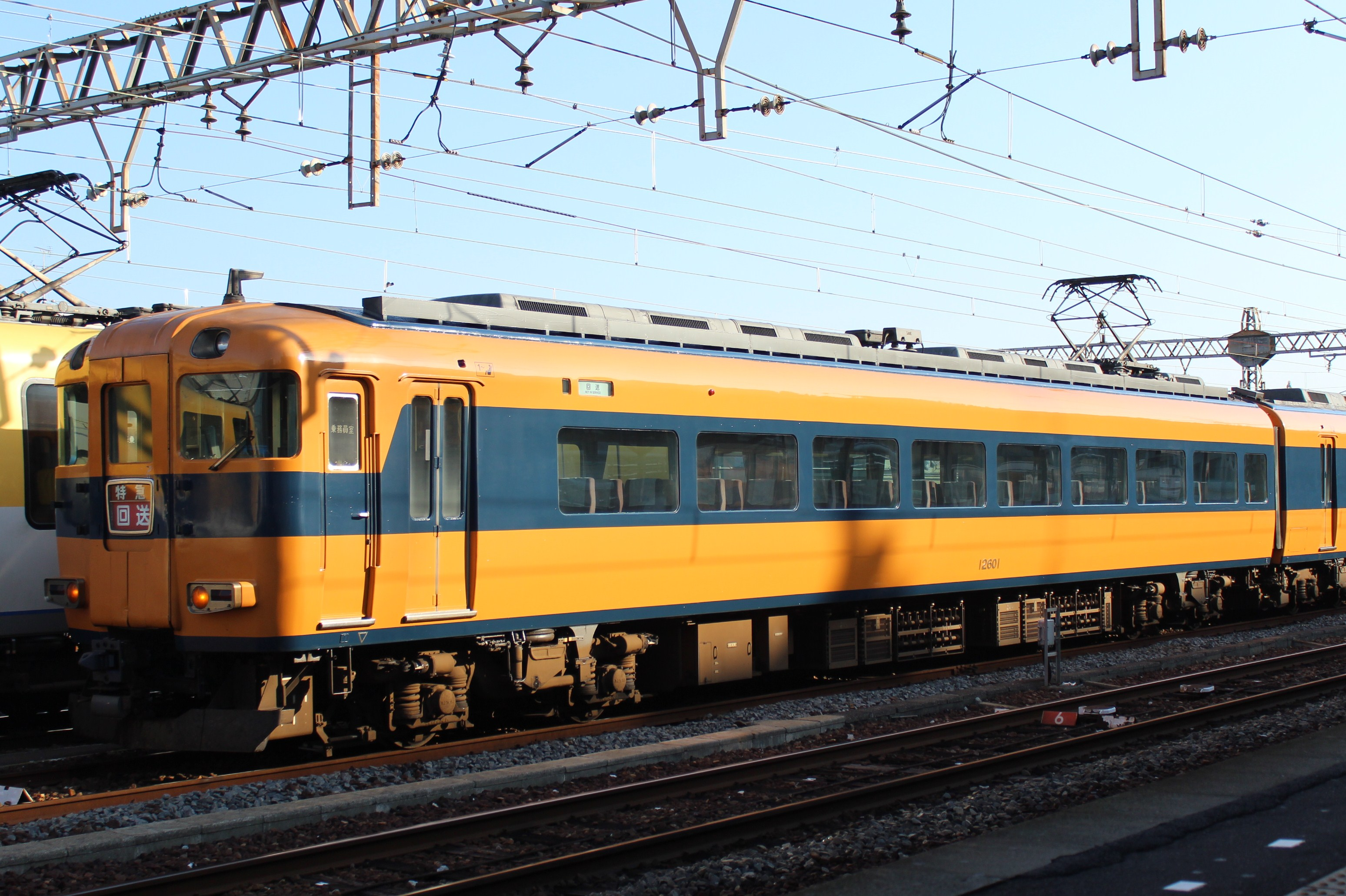
モ12600形
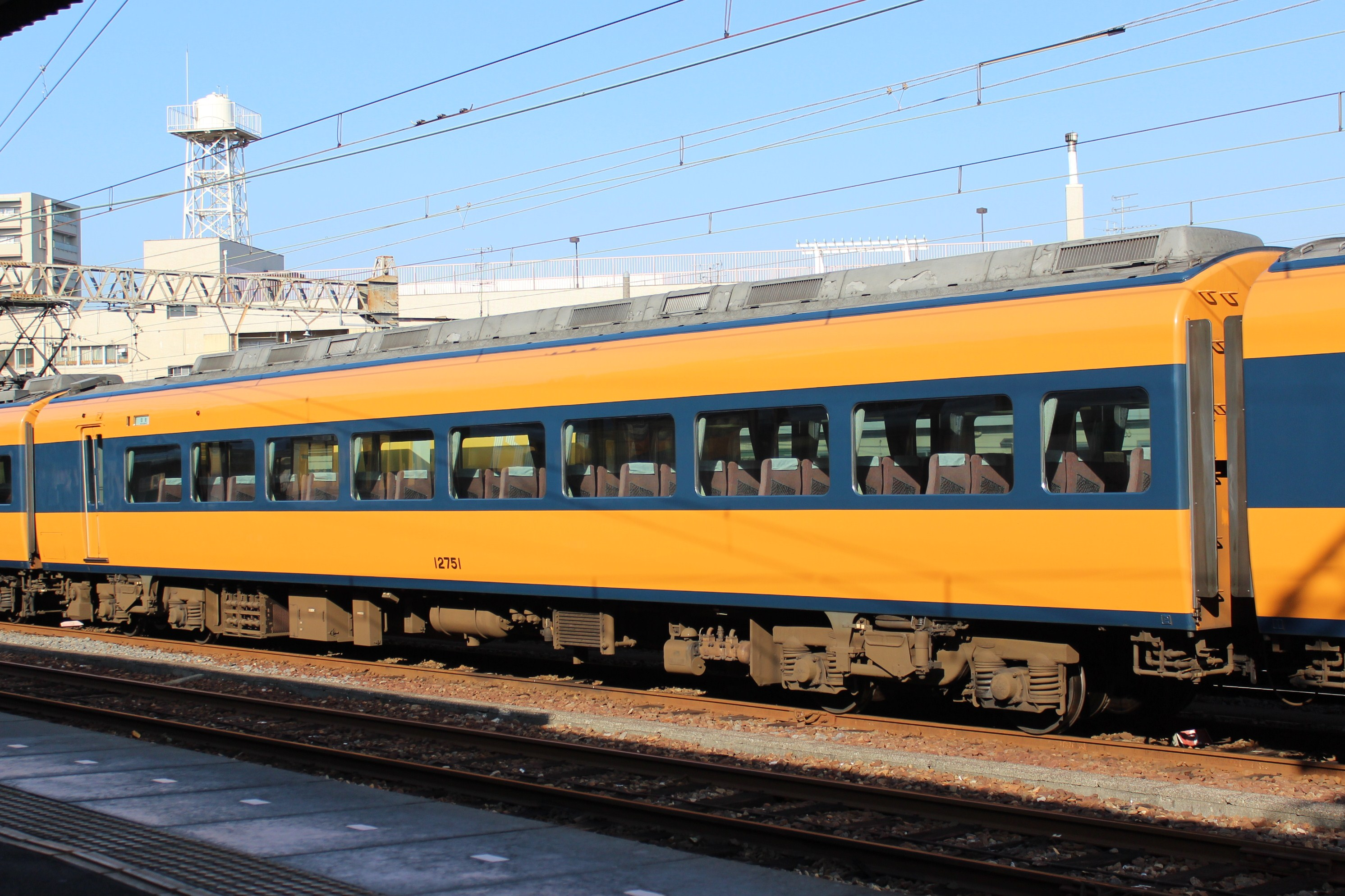
サ12750形
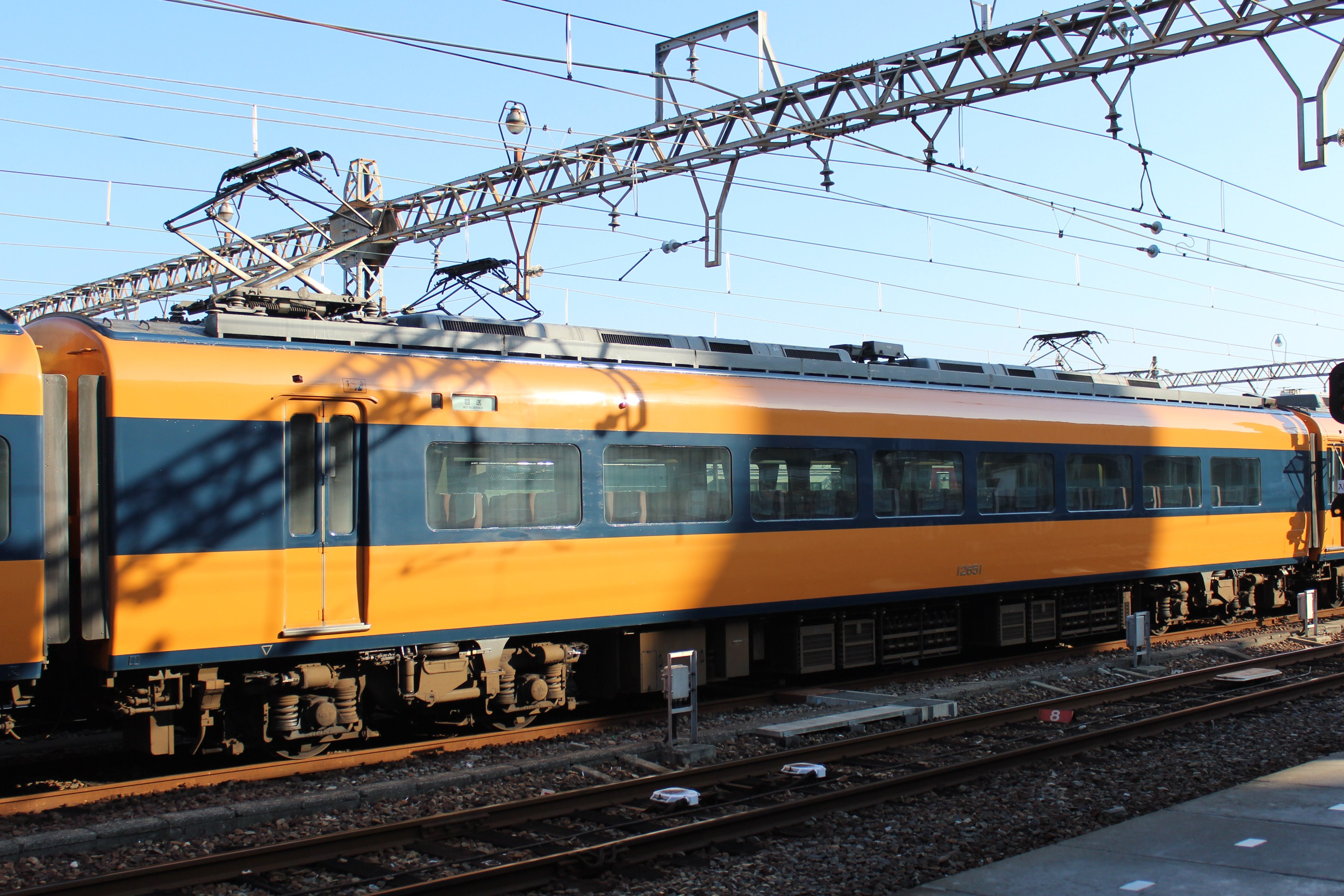
モ12650形
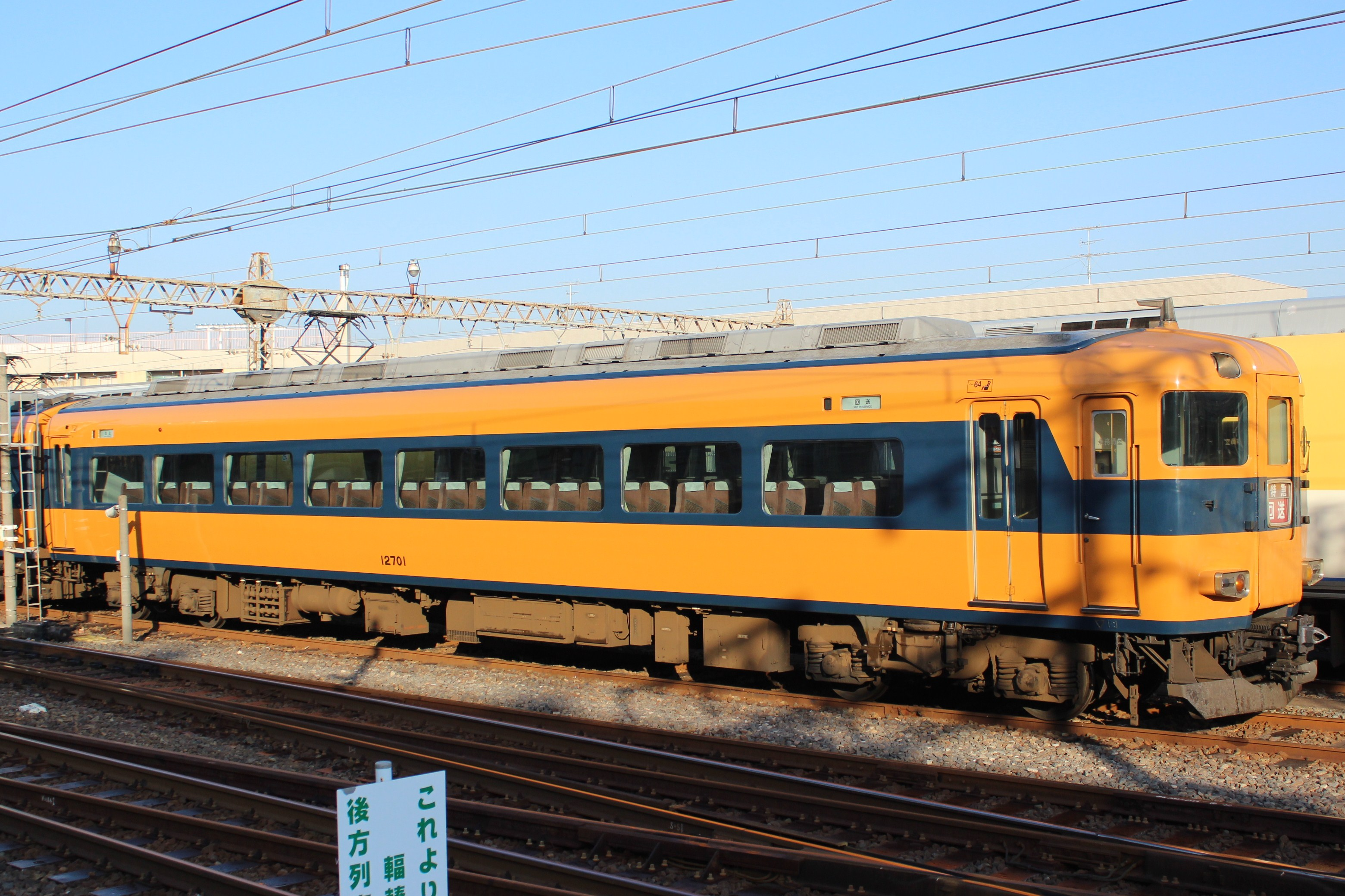
ク12700形

#### 1986年の増備車
1986年に12602Fが増備されたが、12601Fの製造から3年半を経過していることから、部分的な改良が実施された。パンタグラフが4基搭載からMc車、M車に各1基ずつ編成全体で2基の搭載に変更された。また、車内も改良が実施され、座席のリクライニング機構が30000系30215Fと同様、2段階式からフリーストップ式、客室仕切自動ドアの開閉機能が従来のマットスイッチ方式から光電スイッチ方式に改められた。さらに、床の清掃性向上と腐食防止のために床敷物をコーナーでRに巻き上げた。ただし、30000系30215Fと同様、トイレ・洗面所部分の窓が省略された。

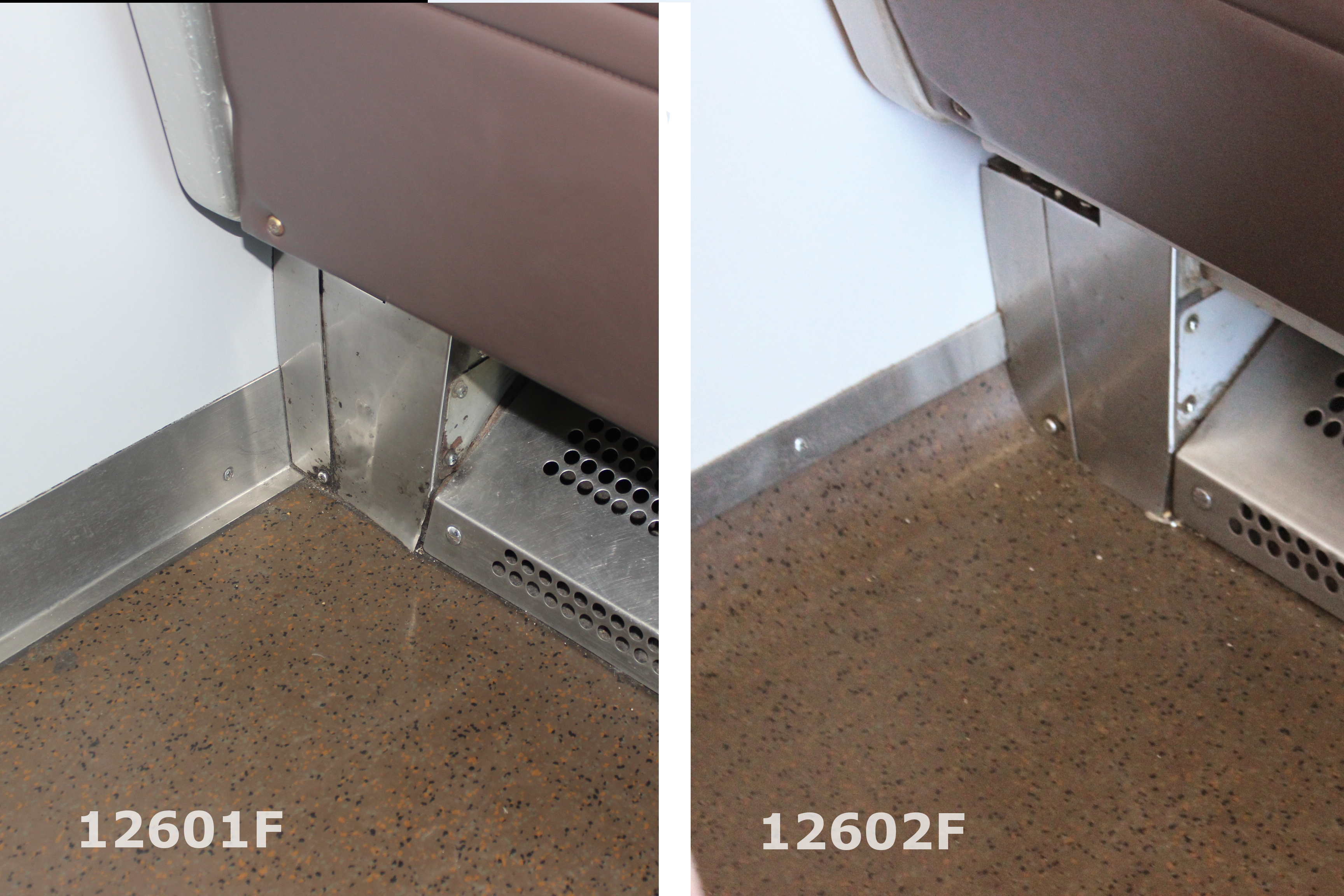
床敷物のコーナーはRとなった
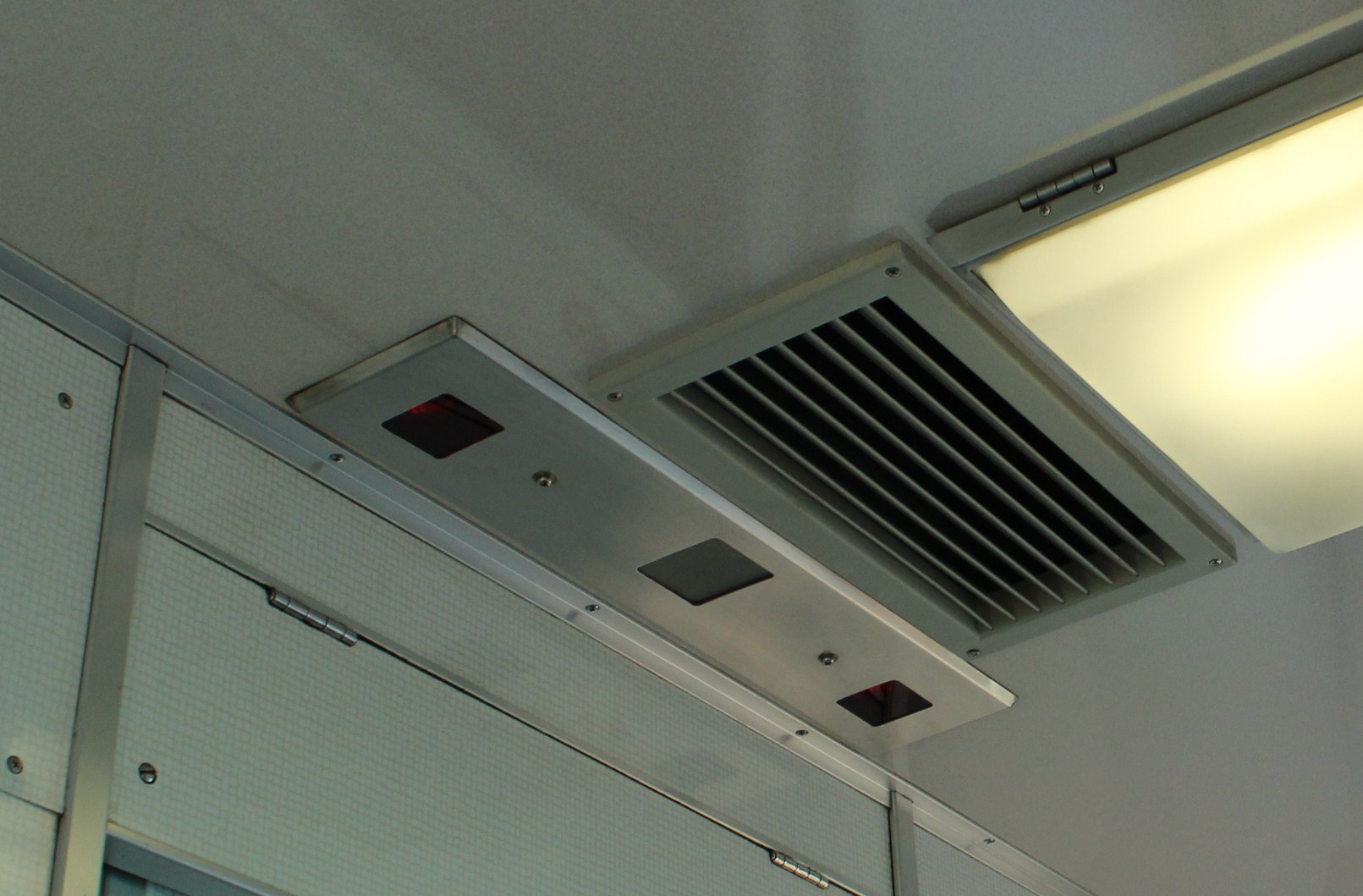
光電スイッチが近鉄特急車としてはじめて設けられた。 （写真は15200系）

## 改造

### 12410系の4両編成化とパンタグラフ関連改造
12410系は12415Fに合わせ、1983年7月にサ12560形を4両製造し、12411F - 12414Fに組み込まれ、4両固定編成4本に組成変更した。この際、12411F - 12414Fはパンタグラフの増設が行われる予定だったが、母線をMc - T - M間に引き通したため、パンタグラフの増設が省略され、パンタグラフは1編成2基のままとし、パンタグラフ間隔の問題から、1984年1月にモ12460形のパンタグラフが伊勢寄りから大阪寄りに移設され、モ12410形のパンタグラフ間隔が縮小された。また、12415Fも製造時より母線は設置されていたものの、使用されていなかったため、12411F - 12414Fの組成変更時に母線を有効とし、Mc車とM車のパンタグラフを1基ずつ取り外し、12411F - 12414Fに合わせた。

### 最高速度120 km/h運転対応工事
1988年から12400系・12410系・12600系ともに最高速度120 km/h運転対応工事が行われた。

### 12400系のパンタグラフ交換
製造時に菱形パンタグラフを搭載していた12400系12401F・12403Fは、後年になりパンタグラフが下枠交差型に交換された。

### 車体更新

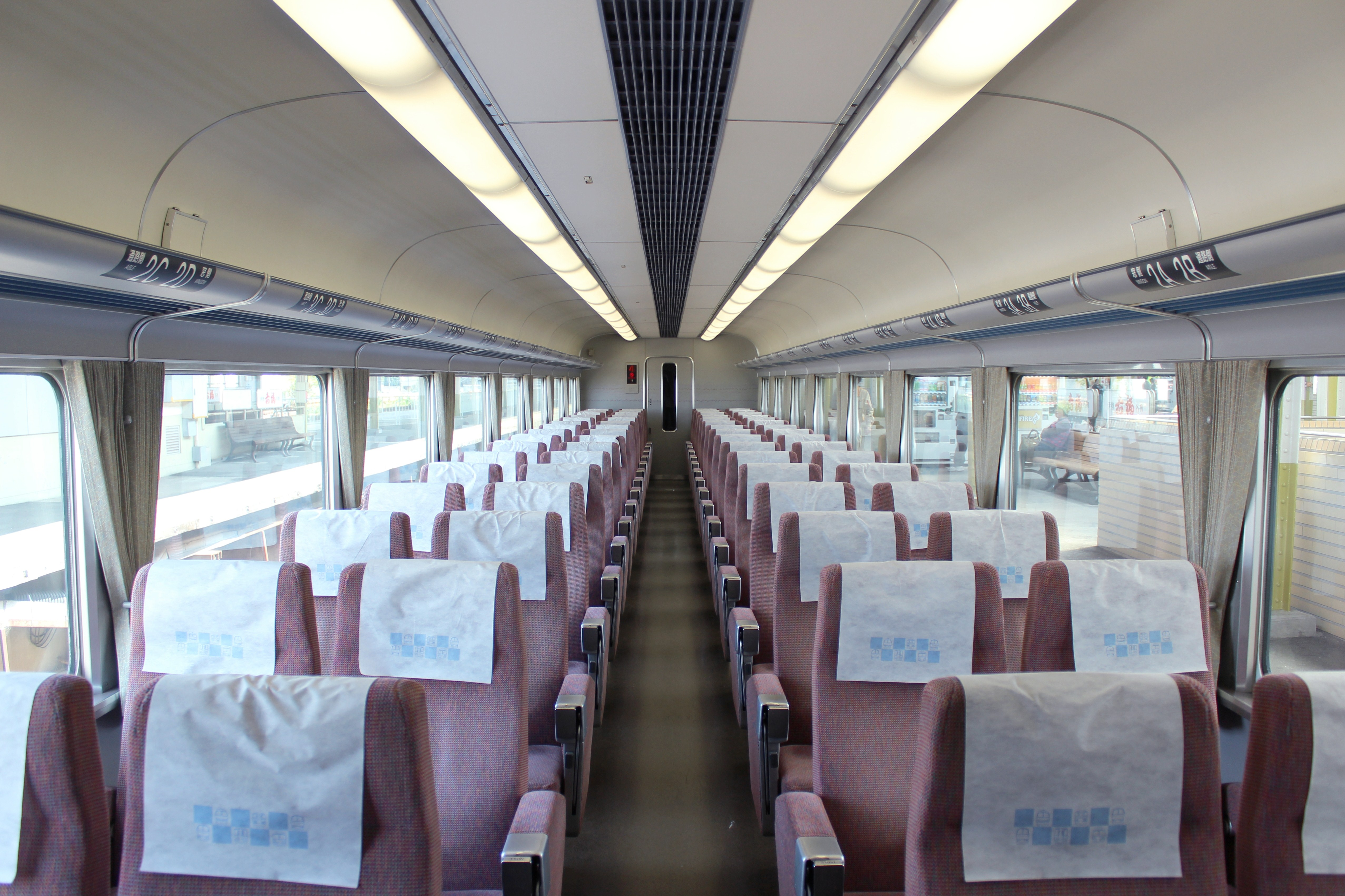
更新後の12410系の車内

1997年から1998年にかけて12400系全編成に車体更新が行われた。1991年以降の12200系車体更新車に準じて、車内の化粧板をグレートーン、座席モケットをカクテルレッドに交換し、客室仕切部にサインパネル（LED式号車番号および禁煙表示器）の設置が行われたが、客室照明はグローブの交換のみで、間接照明化と荷棚交換（荷棚灯設置）は省略されている。また、側面行先表示器横にもLED式号車番号表示器が設置され、号車番号札は廃止された。そのほか、トイレの洋式化・真空式化や、トイレと車販準備室のスリガラス窓封鎖などが行われた。
12410系も2000年から2002年にかけて12400系と同内容の車体更新が行われた。2002年に更新された12415Fでは方向幕が22000系に準じたものとして前面は赤地白字、側面は「○○」表記に交換された。
12600系も2002年に12400系・12410系と同内容の車体更新が行われた。方向幕が22000系に準じたものとして前面は赤地白字、側面は「○○」表記に交換された。トイレはモ12650形の洋式化、サ12750形の洋式便器交換および男性用小便器化、処理方式の真空式化が行われた。なお、Mc車とM車にパンタグラフ（PT-48形）を各2基搭載していた12601Fは車体更新の際、母線をMc - T - M間に引き通すことにより、各1基とする改造が行われ、トイレ・洗面所部分の窓が封鎖された。

### 12400系のB更新
2009年7月から2010年5月にかけて12400系全編成に2回目の車体更新（B更新）が行われた。乗降口の雨樋取付、車体連結部の転落防止幌設置、乗降扉稼働範囲の床面交換が行われた。ただし、座席はモケット交換のみで、2006年以降の12200系B更新車で採用されたバケットシートへの交換は省略されている。このほか、モ12450形の車販準備室撤去は省略されている。

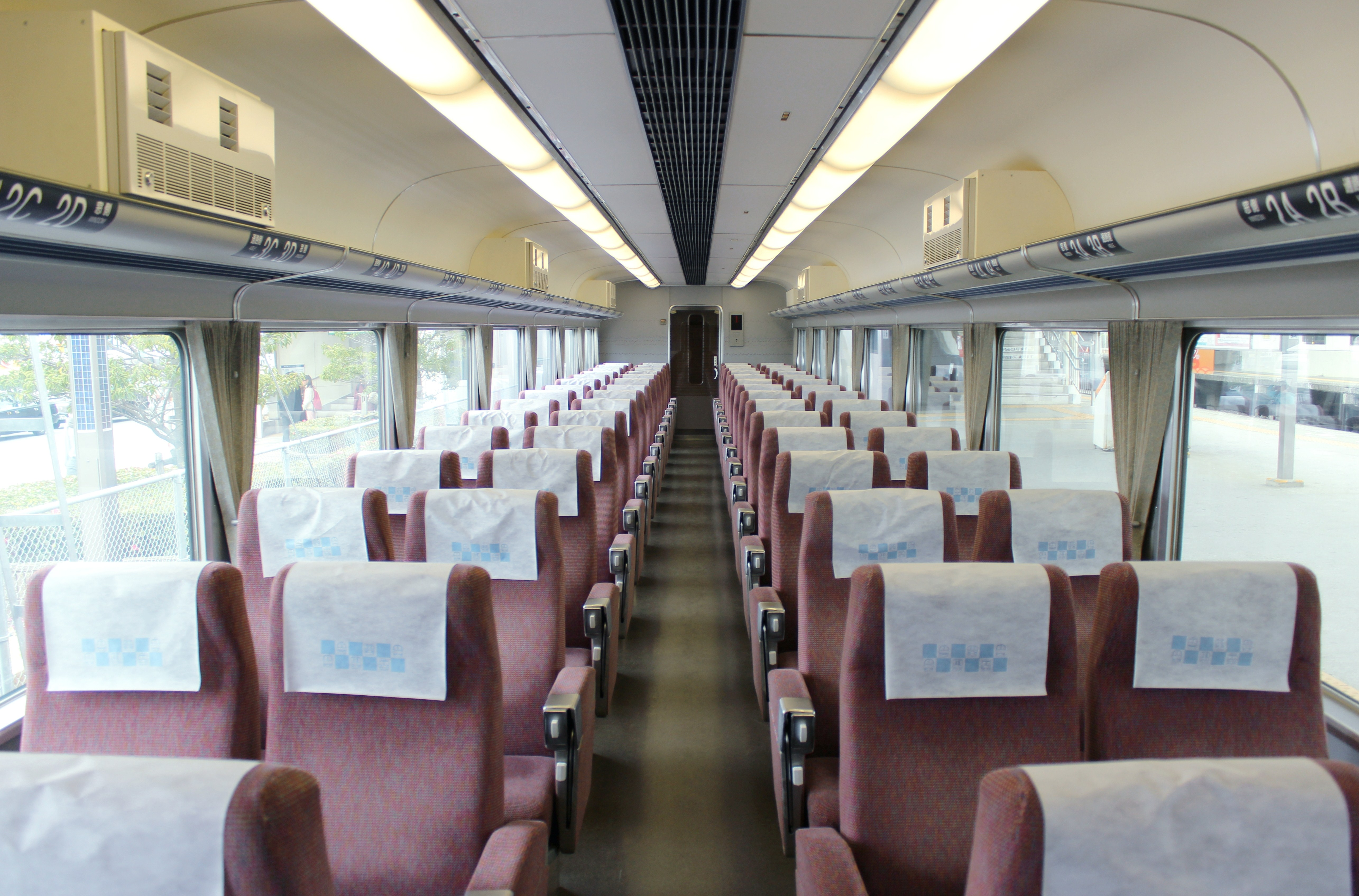
更新後の内装（写真は喫煙車仕様で空気清浄機を荷棚上に設置）
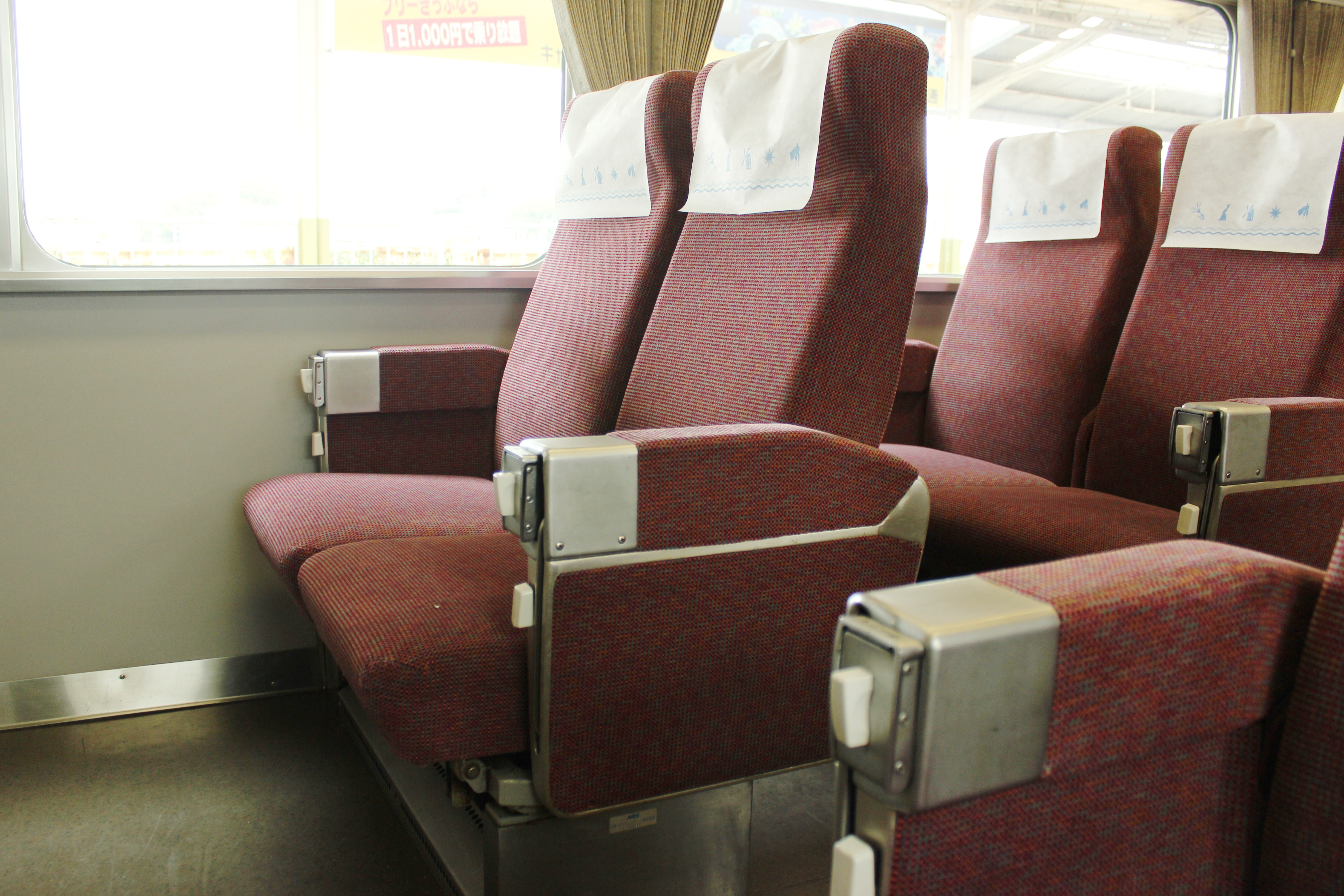
モケットが交換された他は従来通りの座席（リクライニングボタンは白のまま）
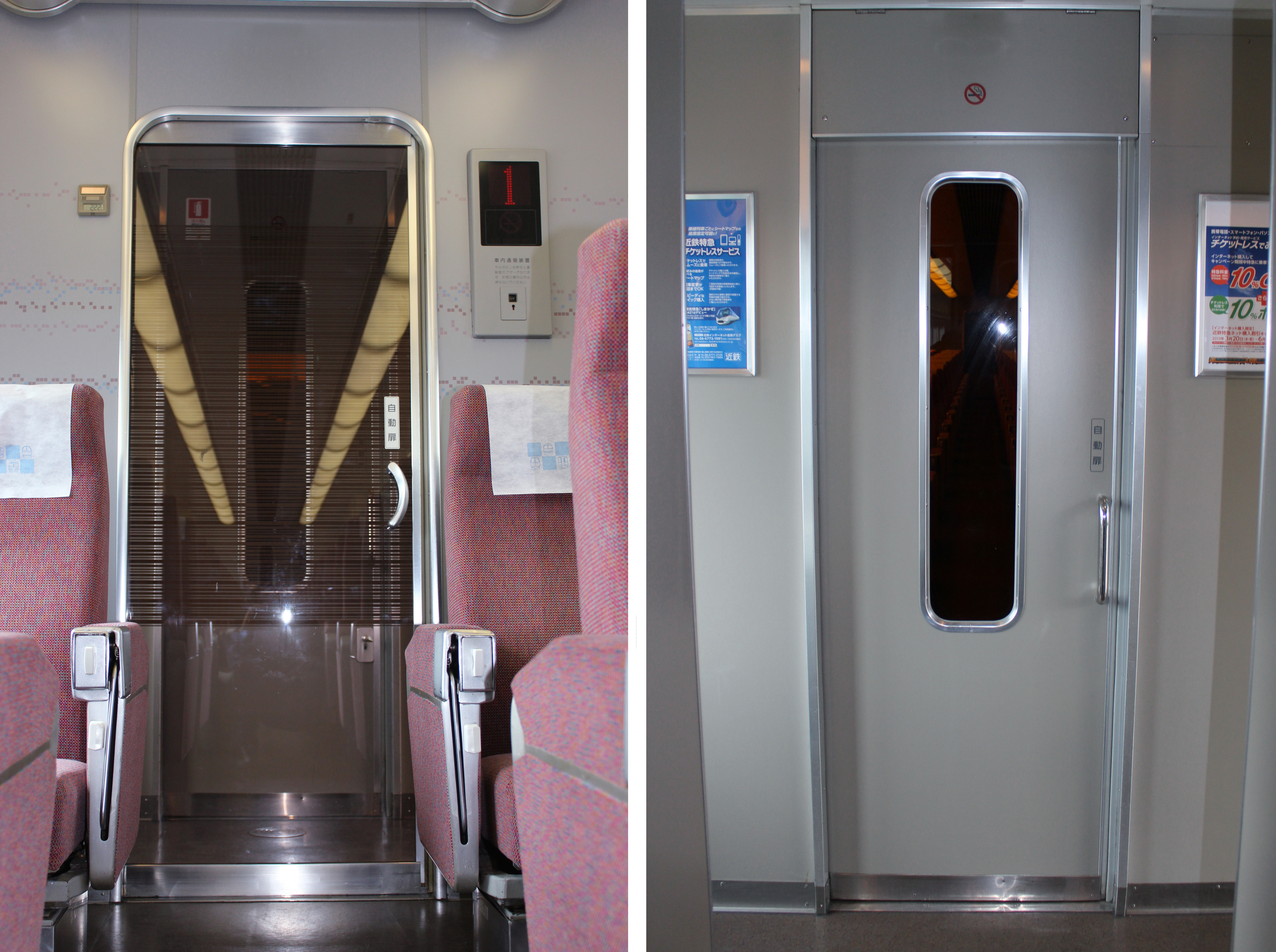
ドアは従来品の流用と細長窓の2タイプが存在する。
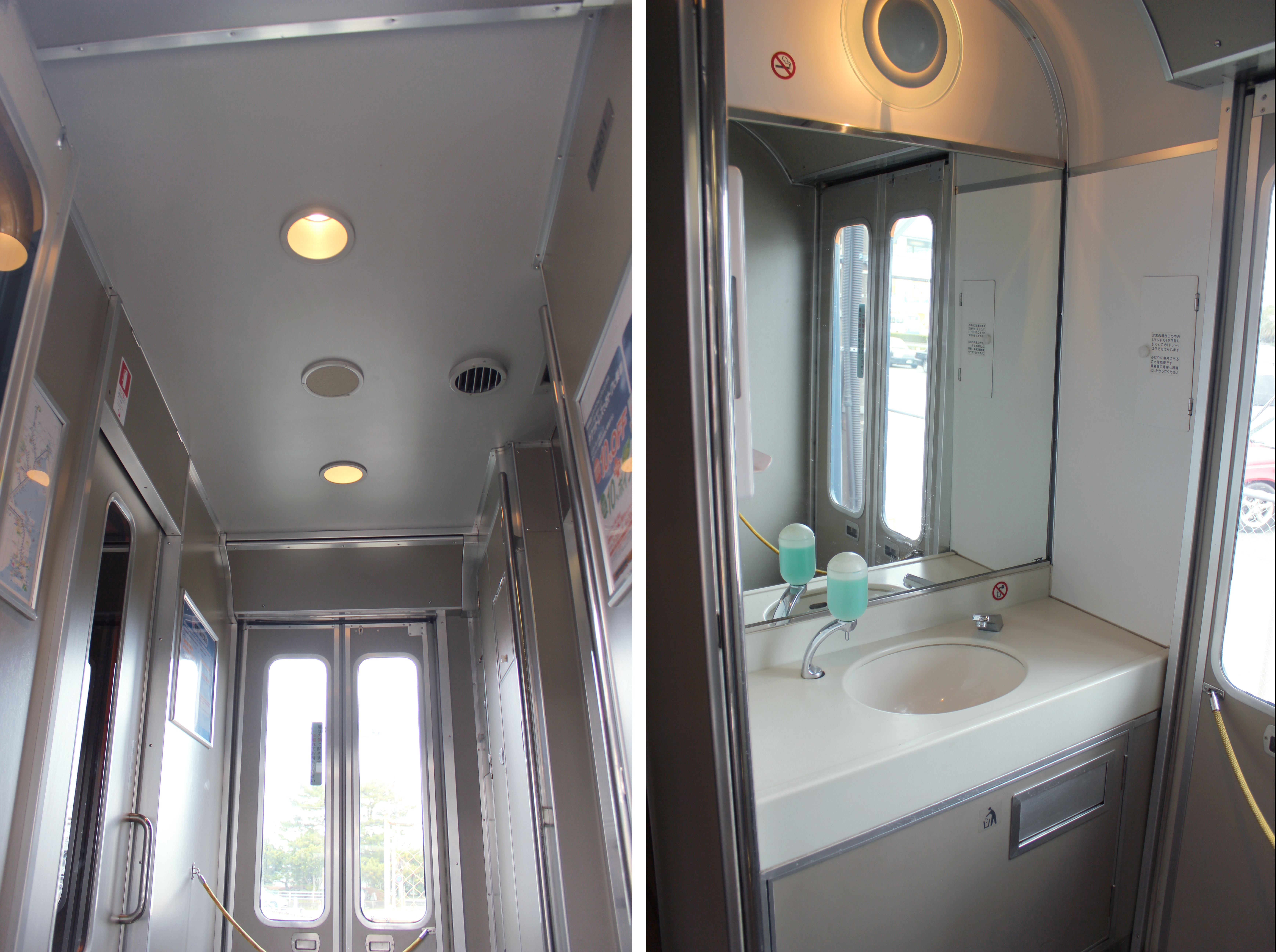
洗面台とデッキ
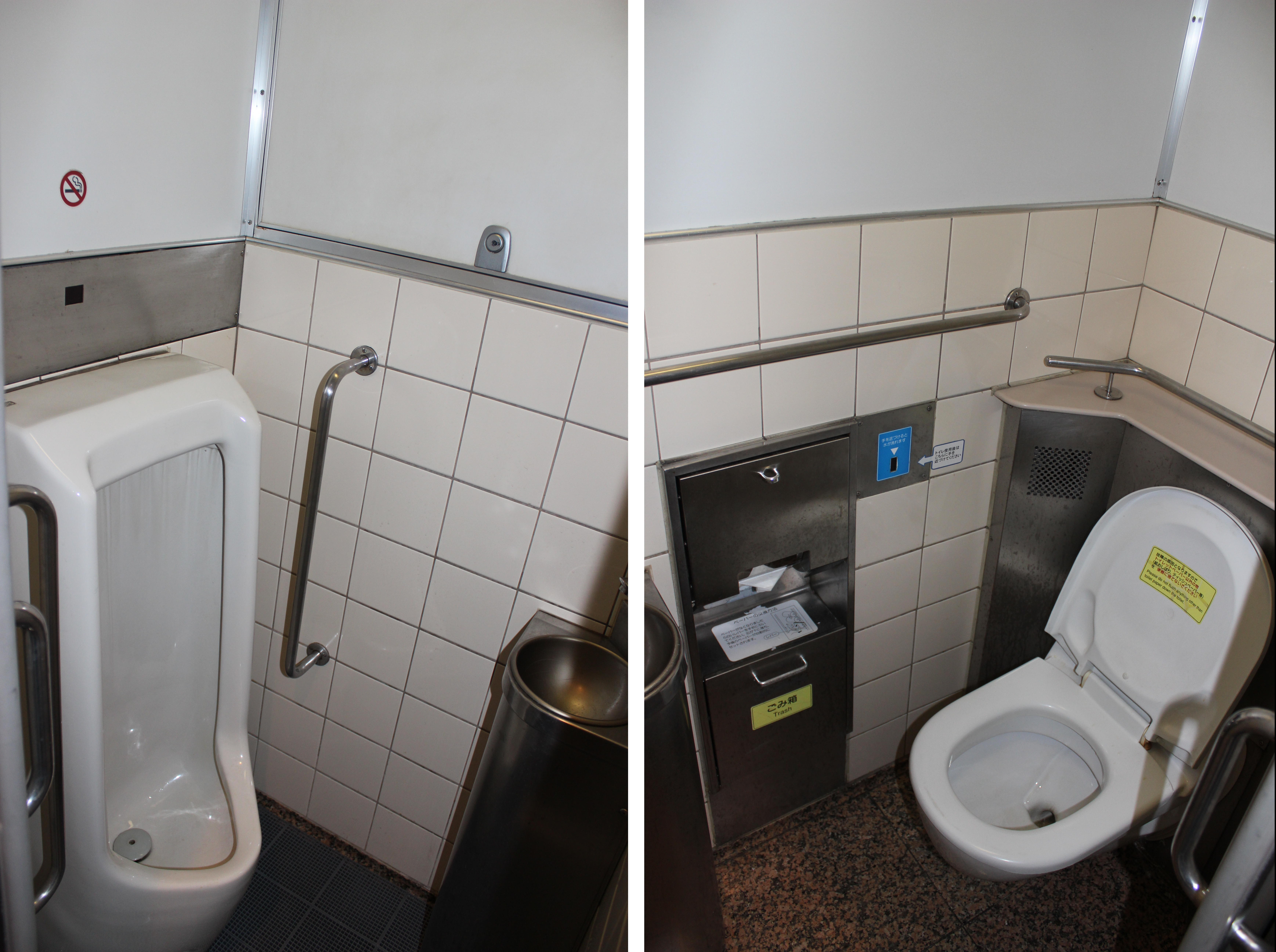
トイレは真空式

### 行先表示のLED化
12400系では前述のB更新と前後して全編成に方向幕のLED式行先表示器化が行われた。12410系では2008年以降、12415F以外の4編成にLED式行先表示器化が行われた。

### 転落防止幌の設置
2008年以降に12410系の全編成、2009年から2011年にかけて12600系に車体連結部の転落防止幌設置が行われた。

### 12400系への喫煙室設置
2015年7月から2016年3月にかけて12400系の全編成にク12500形の喫煙室設置が行われた。喫煙室設置により、当該部分反対側の窓が封鎖され、側面行先表示器が車体中央寄りに移設された。座席数は12名減少の252名。

### 12410系・12600系のB更新と喫煙室設置
12410系では2015年10月から2017年6月にかけて2回目の車体更新（B更新）が高安検修センターにて行われた。
車体の内外装材交換とク12510形の喫煙室設置、12411F・12412Fでは喫煙室設置に伴う側面号車番号表示器・行先表示器の移設（12413Fでは省略）、全台車ボルスタアンカー部のヨーダンパ取付が行われ、乗務員室扉は21000系以降の特急車と同じタイプに交換された。ただし、前部標識灯（前照灯）と後部標識灯（尾灯）の交換は省略され、B更新前が踏襲されている。座席数は12名減少の252名となった。
2016年5月に更新出場した12410系12413Fは、22000系リニューアル車に合わせた新塗装に変更された。2017年施工の12414F・12415Fでは座席モケットがブルー系に交換された。
12600系でも2017年から2018年にかけて12410系と同内容の2回目の車体更新（B更新）と喫煙室設置が行われた。また、このB更新で座席モケットも12410系12414F・12415F同様のブルー系に交換された。

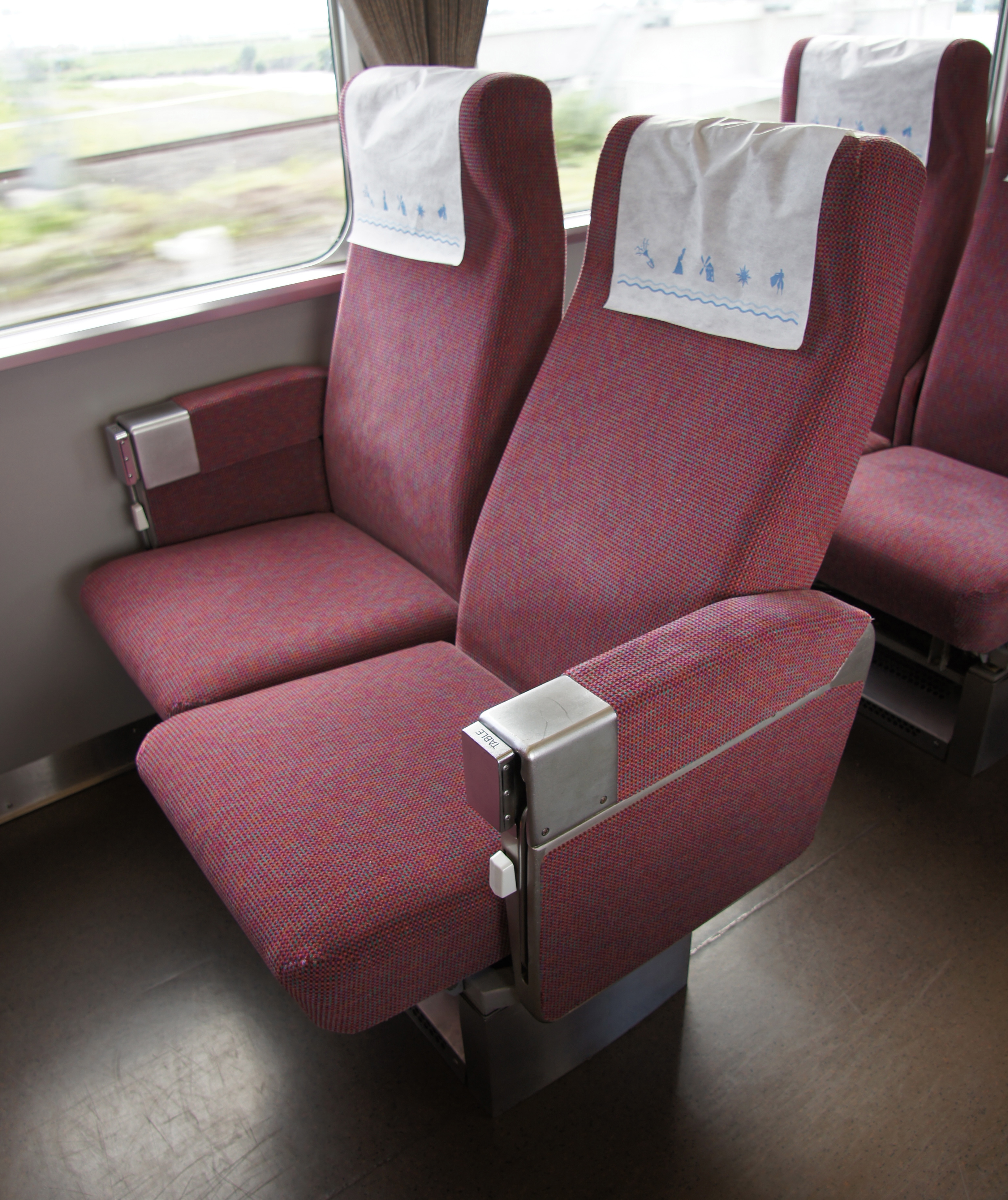
スライド式リクライニングシート
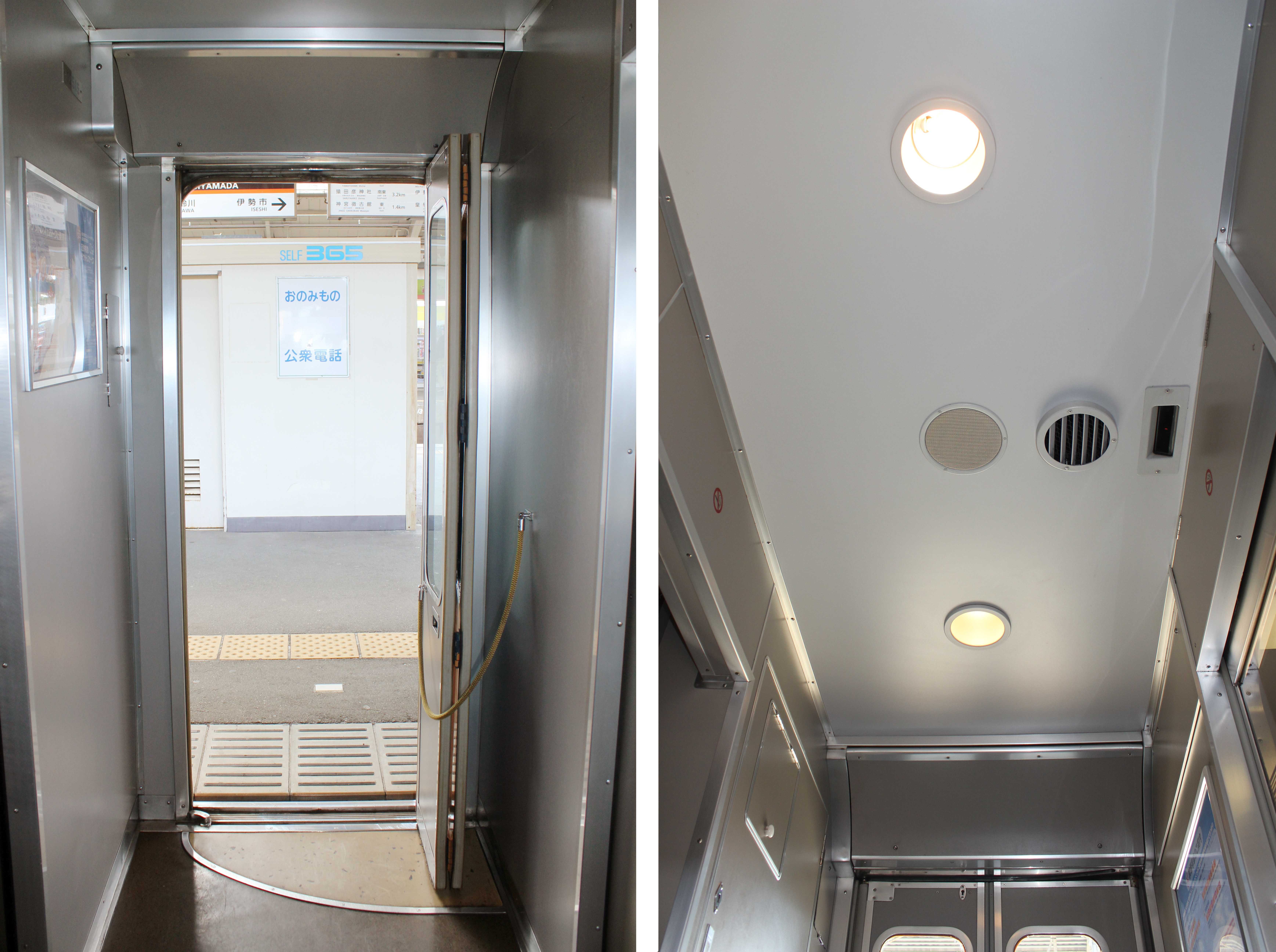
デッキ
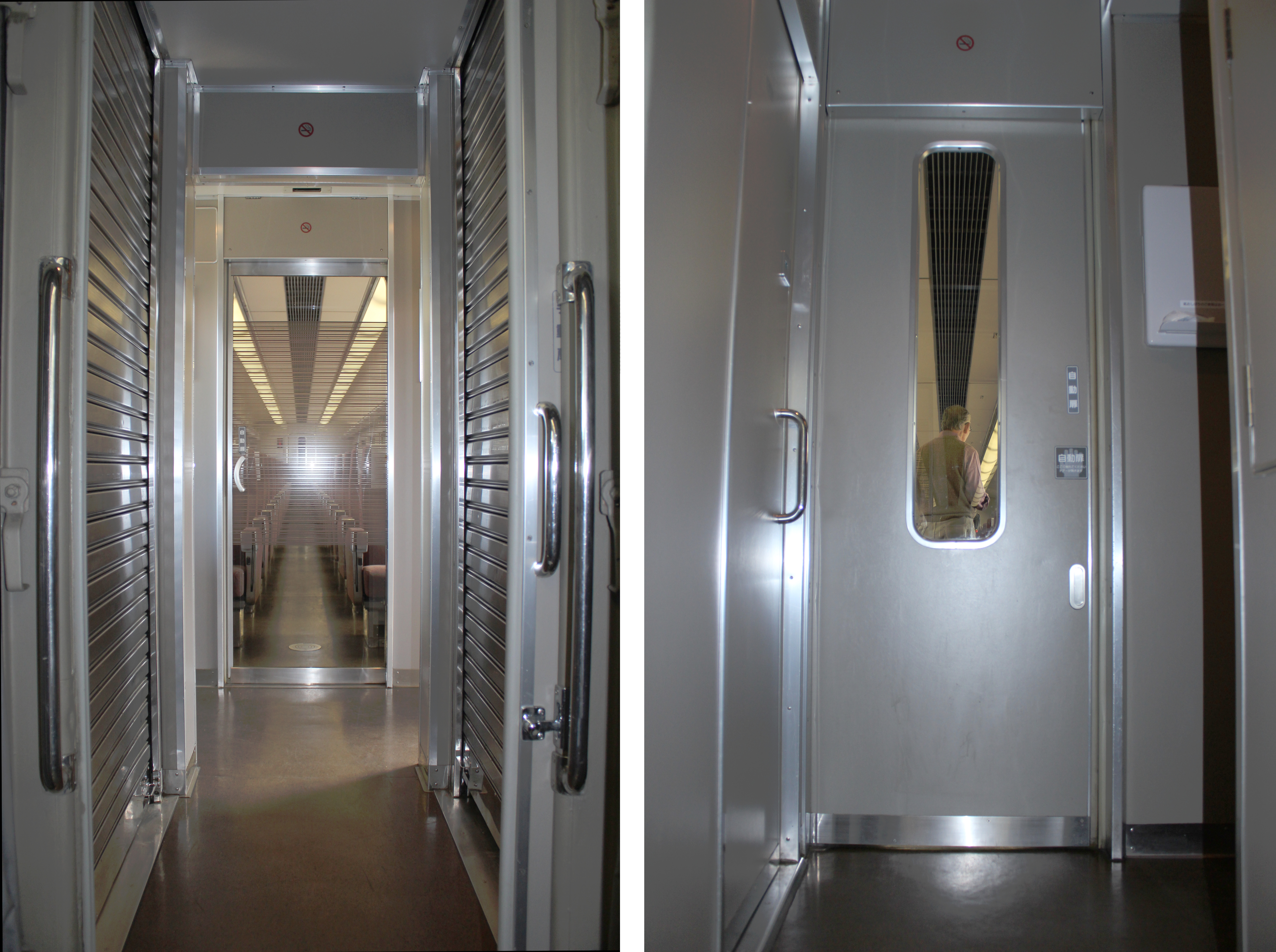
シャッターが閉じられた車販準備室 コンパクトな化粧室
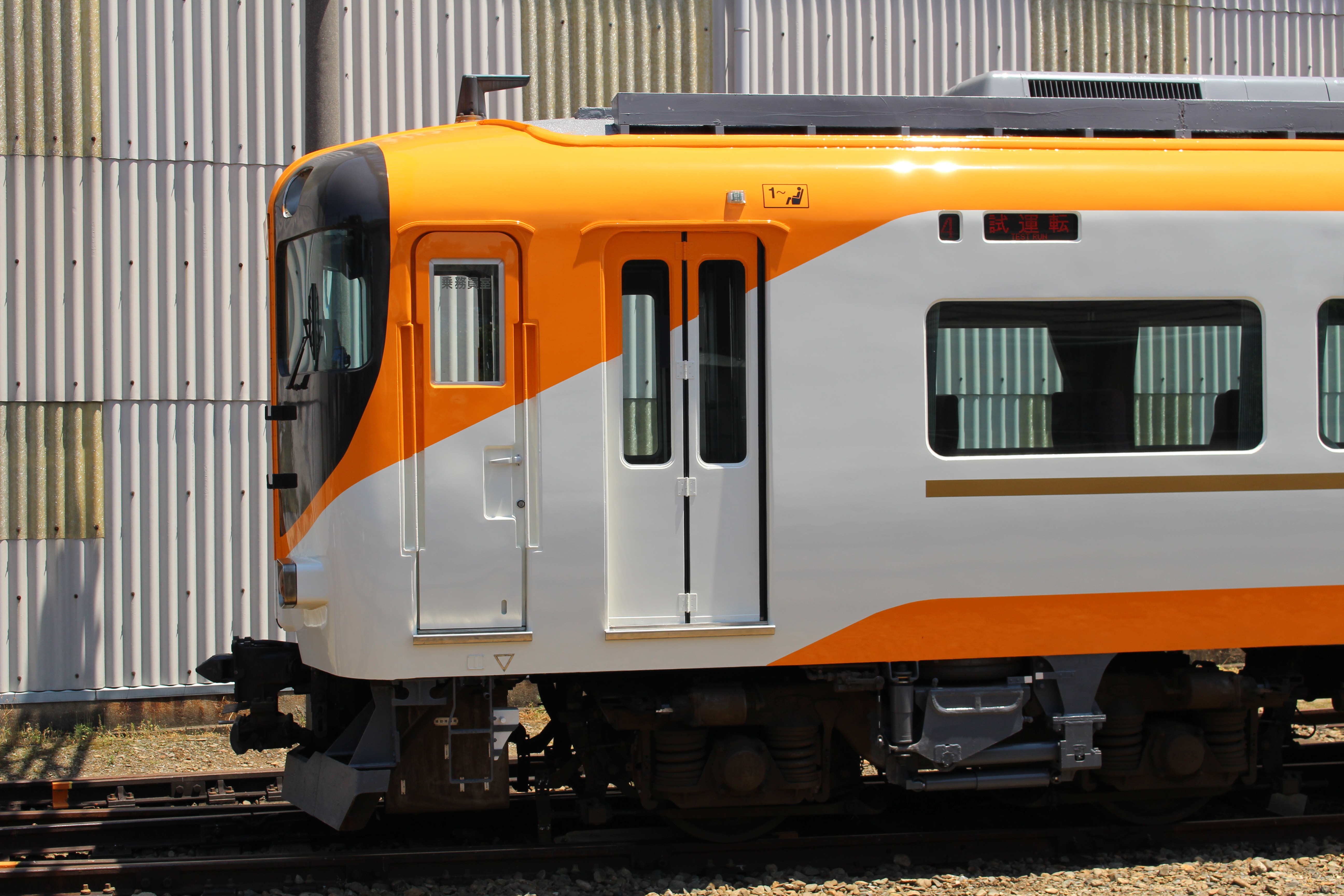
交換された乗務員室扉
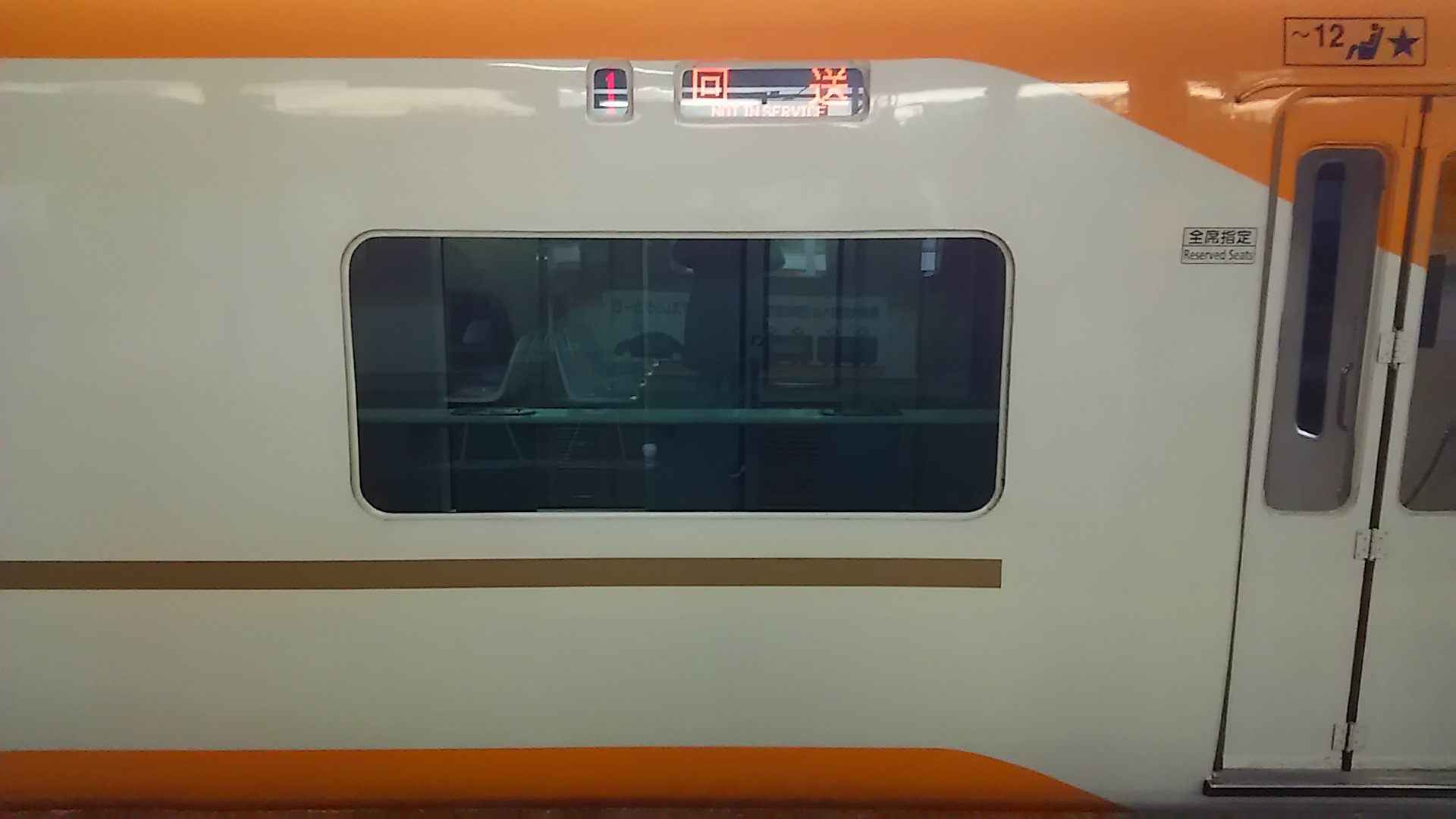
ク12513には喫煙室が設置された（画像は30000系だが仕様・構造は同一）

### 塗装変更
12400系列は22000系の車体更新を皮切りに開始された汎用特急車両の塗装変更対象とされた。12400系では2017年から2018年にかけて、12410系でもB更新と前後して2016年から2018年にかけて、12600系でもB更新の際に同様の汎用特急新塗装への変更が行われた。

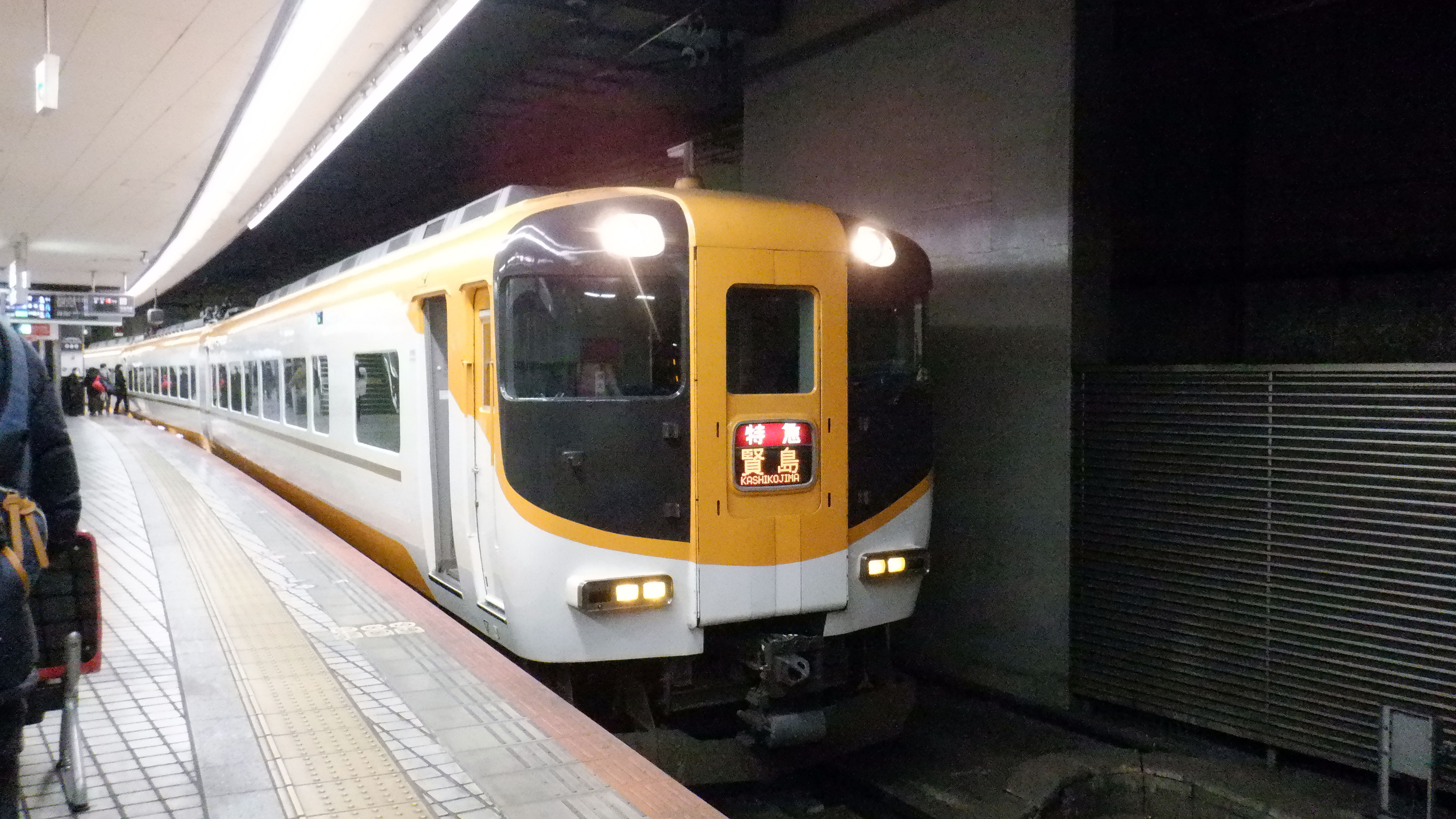
塗装変更後の12400系
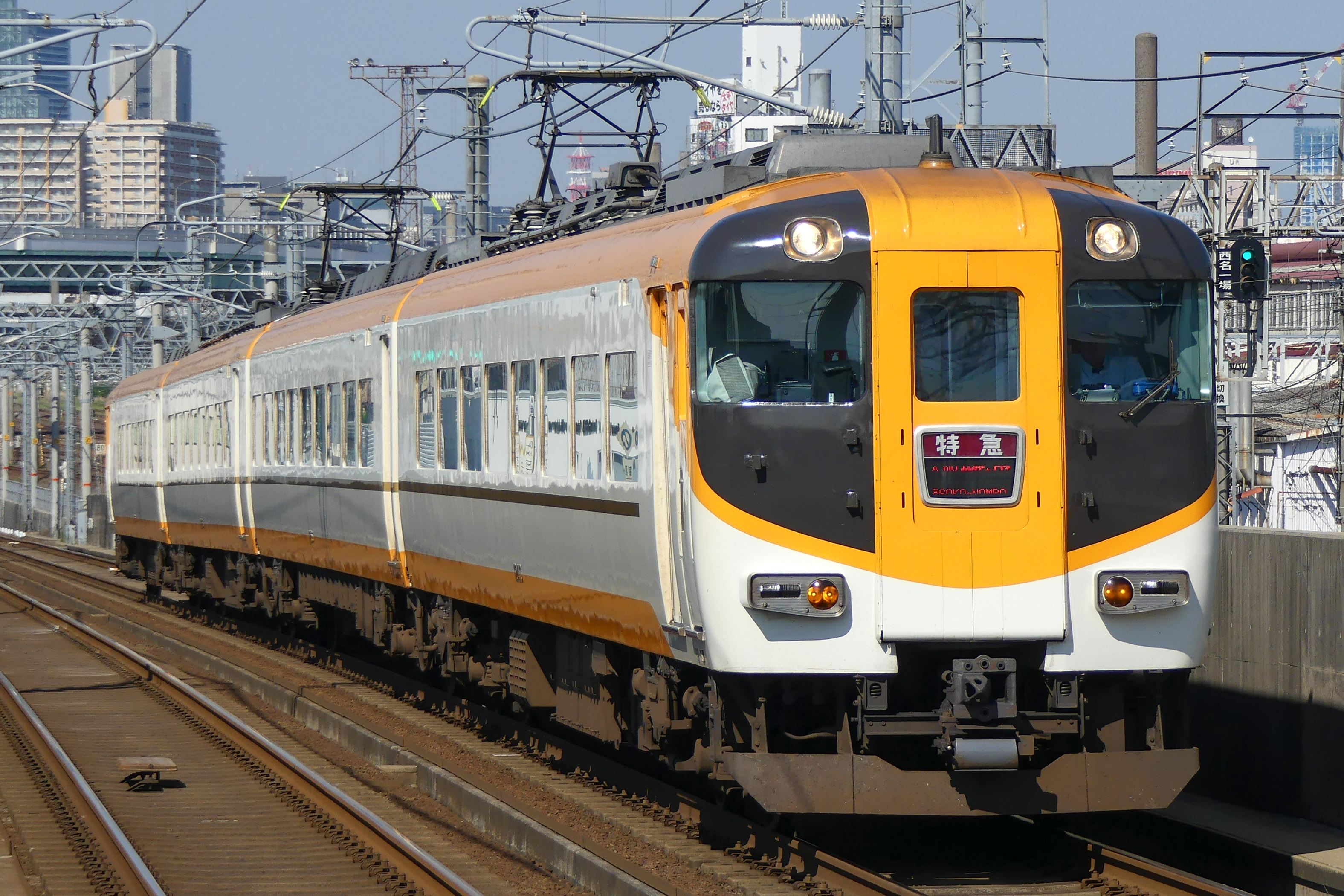
塗装変更後の12410系12412F
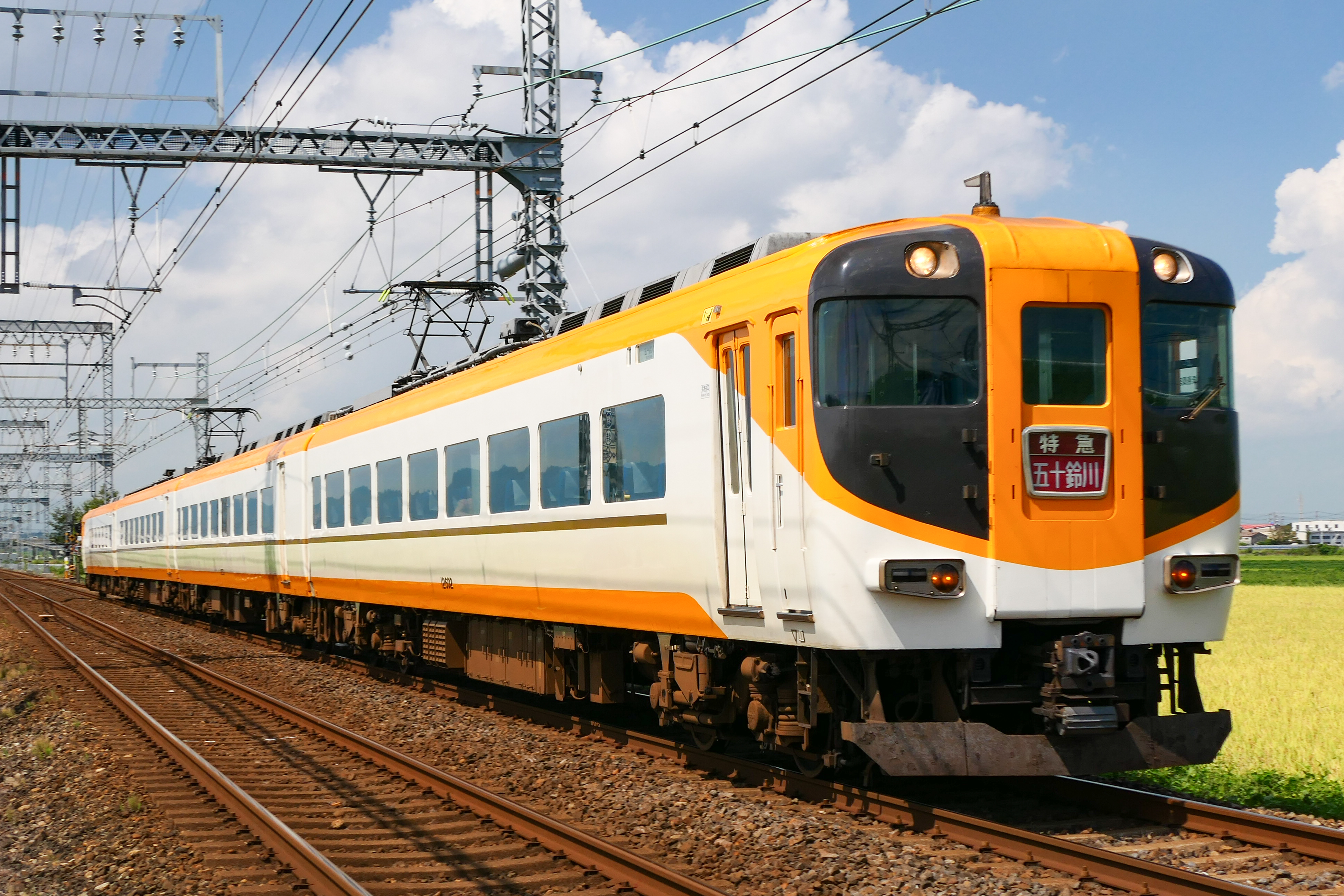
塗装変更された12600系12602F(NN52)

## お召し列車
1979年から4度昭和天皇が利用したが、その際には12400系が選定され、サ12551形の車内を改装して御座所を設置、お召し列車に仕立てた。本系列の最初のお召し列車は1979年12月3日と5日の京都駅 - 近鉄奈良駅間の往復運転であった。この時は、近鉄としては4年ぶりの運行であったため、御座所のソファが新調された。先頭車の行先表示は、従来は「臨時」を表示したが、本系列より白幕となった。平成以降のお召し列車には特別車両が連結されている21000系、23000系、21020系、50000系などが使用されている。
|      |  | ← 京都橿原神宮前・近鉄奈良・近鉄名古屋 → |         |   |                 |         |   |                 |                 |
|      |  |                                          |         |   |                 |         |   |                 |                 |
| 号車 |  | 6                                        | 5       |   | 4               | 3       |   | 2               | 1               |
| 形式 |  | モ12402 モ12401                          | サ12552 | - | モ12451 モ12452 | サ12551 | - | モ12452 モ12451 | ク12502 ク12501 |

- 編成表上段が1979年12月、1981年5月、下段が1980年5月の充当形式。
- 12401Fからモ12451とサ12551を抜き、抜いた2両の前後を入れ替え12402Fのモ12452とサ12552の間に組込む方法がとられた（1979年12月と1981年5月の場合）[注 10]。
- 主に6両編成で使用されるが、第31回全国植樹祭開催時（1980年5月）に湯の山線に入線した際はホーム有効長の関係で12401F4両編成が使用された。4両編成での運転区間は榊原温泉口駅 - 湯の山温泉駅間と、湯の山温泉駅 - 近鉄名古屋駅間であった。
- 1981年5月の運転時は、橿原神宮前駅1番のりばに到着し、同一ホーム[注 11]にて吉野特急16010系+16000系（16008F）4連のお召し列車に乗り換えとされた。

|      |  | ← 京都橿原神宮前・近鉄奈良 → |         |   |         |         |         |         |
|      |  |                              |         |   |         |         |         |         |
| 号車 |  | 6                            | 5       |   | 4       | 3       | 2       | 1       |
| 形式 |  | モ12402                      | ク12502 | - | モ12401 | サ12551 | モ12451 | ク12501 |

- 号車番号は通常の付番方法とは異なり、近鉄奈良駅・橿原神宮前駅方面が1号車とされた。名古屋方面は通常営業通り近鉄名古屋駅側を1号車とした。

## 運用

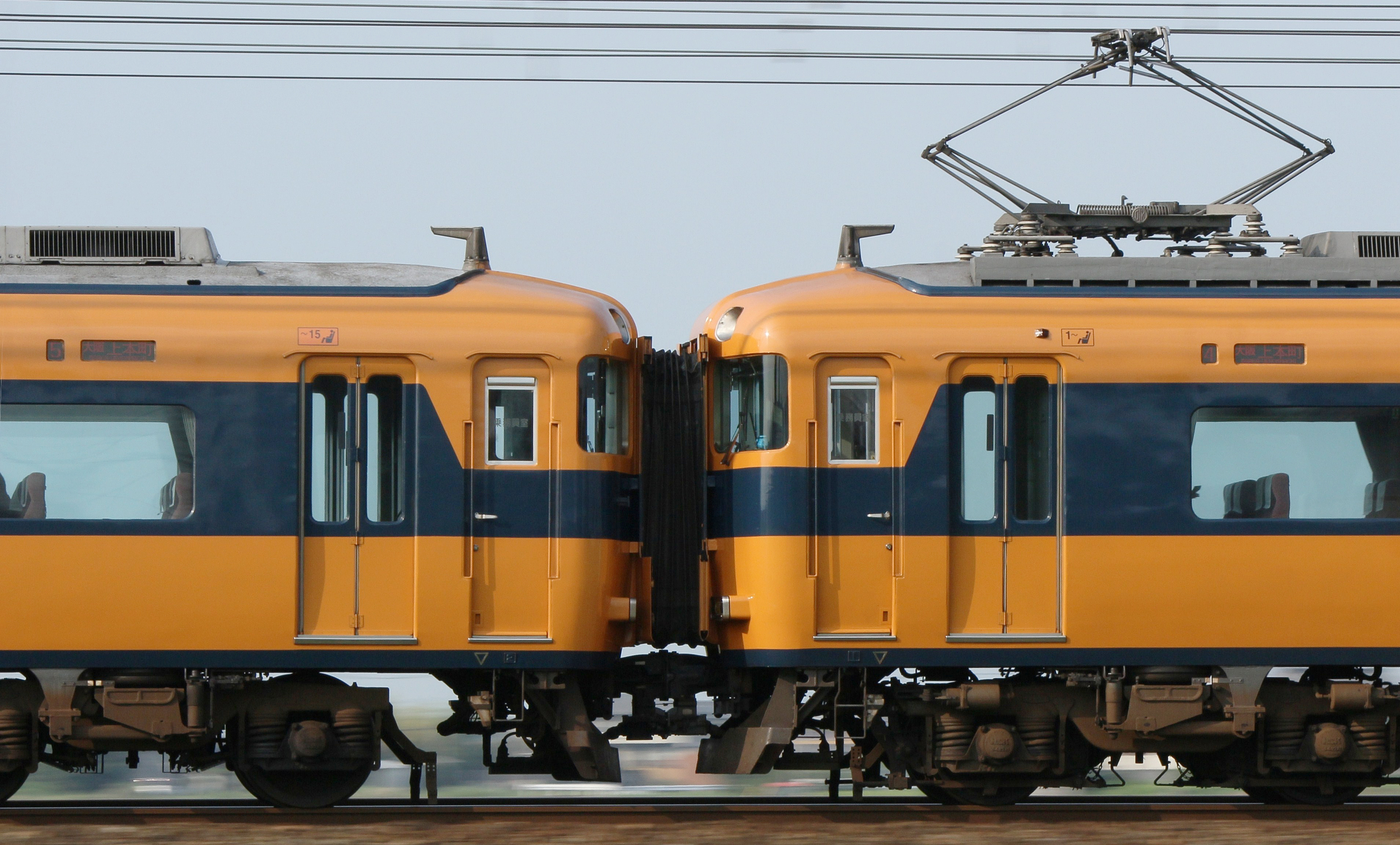
12400系同士の併結運用も存在する

12400系は当初は高安検車区に配置されたが、2019年4月現在は明星検車区に配置されている。また、1988年に21000系が営業運転を開始する前は、12410系同様に当時利用客が増加していた名阪甲特急（ノンストップ）にも運用されていた。
12410系は1980年7月9日に竣工し、同月より名阪特急にて運用開始された。かつては高安検車区に配置され、2014年まで全車が東花園検車区に配置されていたが、2019年4月現在は12411F - 12414Fは東花園検車区、12415Fは富吉検車区に配置されている (2014年9月に東花園検車区から転属) 。登場時は主に名阪ノンストップ特急に使用されていたが、1988年に21000系による名阪ノンストップ特急の運用が開始されたことに伴い、現在の運行形態になっている。
12600系は18000系の置き換え目的で投入されたため、当初は西大寺検車区に配置され、京奈・京橿特急など京都線主体に運用されたが、1990年3月以降は富吉検車区に配置され、2019年4月現在も富吉検車区に配置されている。
登場時から12000系・12200系や18400系、30000系ビスタカーと併結した6・8両編成で運用されているが、1994年以降は22000系との併結、2009年4月以降は22600系との併結も多く運転されている。2021年度以降は12200系との併結運用や名阪特急での運用はなくなり、現在は京都線系統や阪伊、名伊乙特急のみで運用されている。なお、12410系と12600系は2020年3月14日で東花園検車区と富吉検車区から明星検車区に転属した。
明星検車区
- 12400系12401F - 12403F
- 12410系12411F - 12414F

阪伊乙特急や阪奈・京奈特急を中心に運用されている。特に限定した運用は組まれておらず、12410系と共通で運用される。
阪伊乙特急を中心に3編成連結の8両編成や、さらに2両連結した10両編成の運用も存在する。
- 12410系12415F
- 12600系12601F・12602F

名古屋線系統の名伊を中心に運用されている。こちらも特に限定運用は組まれていない。12415Fを含む3編成のみが在籍し、2本連結の8両重連運用もよく見られる。

## 編成一覧
|                | 車体更新   | B更新      | 行先表示器 | 喫煙室設置    |
| -------------- | ---------- | ---------- | ---------- | ------------- |
| 12401F（NN01） | 1997年11月 | 2009年7月  | LED        | 2015年7月9日  |
| 12402F（NN02） | 1998年3月  | 2010年5月  | LED        | 2016年1月22日 |
| 12403F（NN03） | 1998年7月  | 2009年12月 | LED        | 2016年3月31日 |

|                | 車体更新   | B更新と喫煙室設置 | 行先表示器 |
| -------------- | ---------- | ----------------- | ---------- |
| 12411F（NN11） | 2000年10月 | 2015年10月1日     | LED        |
| 12412F（NN12） | 2000年11月 | 2015年10月15日    | LED        |
| 12413F（NN13） | 2001年10月 | 2016年5月13日     | LED        |
| 12414F（NN14） | 2001年12月 | 2017年5月11日     | LED        |
| 12415F（NN15） | 2002年8月  | 2017年6月21日     | 赤地幕     |

|                | 車体更新   | B更新と喫煙室設置 | 行先表示器 |
| -------------- | ---------- | ----------------- | ---------- |
| 12601F（NN51） | 2002年11月 | 2018年5月18日     | 赤地幕     |
| 12602F（NN52） | 2002年12月 | 2017年12月22日    | 赤地幕     |